# Fırka-i Islahiye
Fırka-i Islahiye (türkisch in etwa: „Division Besserung“ von „Fırka“ (osman.) = Division und „Islahiye“ (osman.) = Besserung; d. h. also: eine Division, die eine Befriedungsaktion durchführt) war zwischen 1865 und 1866 ein militärisch-administrativer Befriedungs-, Bestrafungs- und Stabilisierungsprozess des Osmanischen Reiches, um die Ordnung der staatlichen Verwaltung in der Çukurova, im Cebel-i Bereket (Gavur Dağları/Amanus-Gebirge) und der Kozan-Region (Taurus-Gebirge) wieder herzustellen. Die Fırka-i Islahiye war eine Militäroperation und ein Prozess zur Ansiedlung von Nomadenstämmen. Die während dieser Bewegung entstandenen zentralen Orte wurden später häufig zu lokal wichtigen Zentren in der Türkei und spielten zudem eine überregionale Rolle bei der Entwicklung der umliegenden Provinzen und Bezirke. Besondere Beispiele dafür sind unter anderem die Çukurova-Städte Ceyhan und Osmaniye. Cevdet Pascha, ein bedeutender osmanischer Verwaltungsbeamter und einer der letzten Geschichtsschreiber des Osmanischen Reiches, hat Berichte über diese Ereignisse, die er selbst erlebte, unter dem Titel ma'ruzat an den Sultan Abdulhamid II. übermittelt. Der vierte von insgesamt fünf seiner Berichte befasst sich mit der Fırka-i Islahiye. Ein weiteres seiner Werke ist die 12-teilige Abhandlung tezâkir-i Cevdet (kurz: Tezâkir), die die politischen Ereignisse der Zeit zwischen 1855 und 1865 umfasst, also auch die der Fırka-i Islahiye.

## Innenpolitische Hintergründe

### Ereignisse im 17. und 18. Jahrhundert

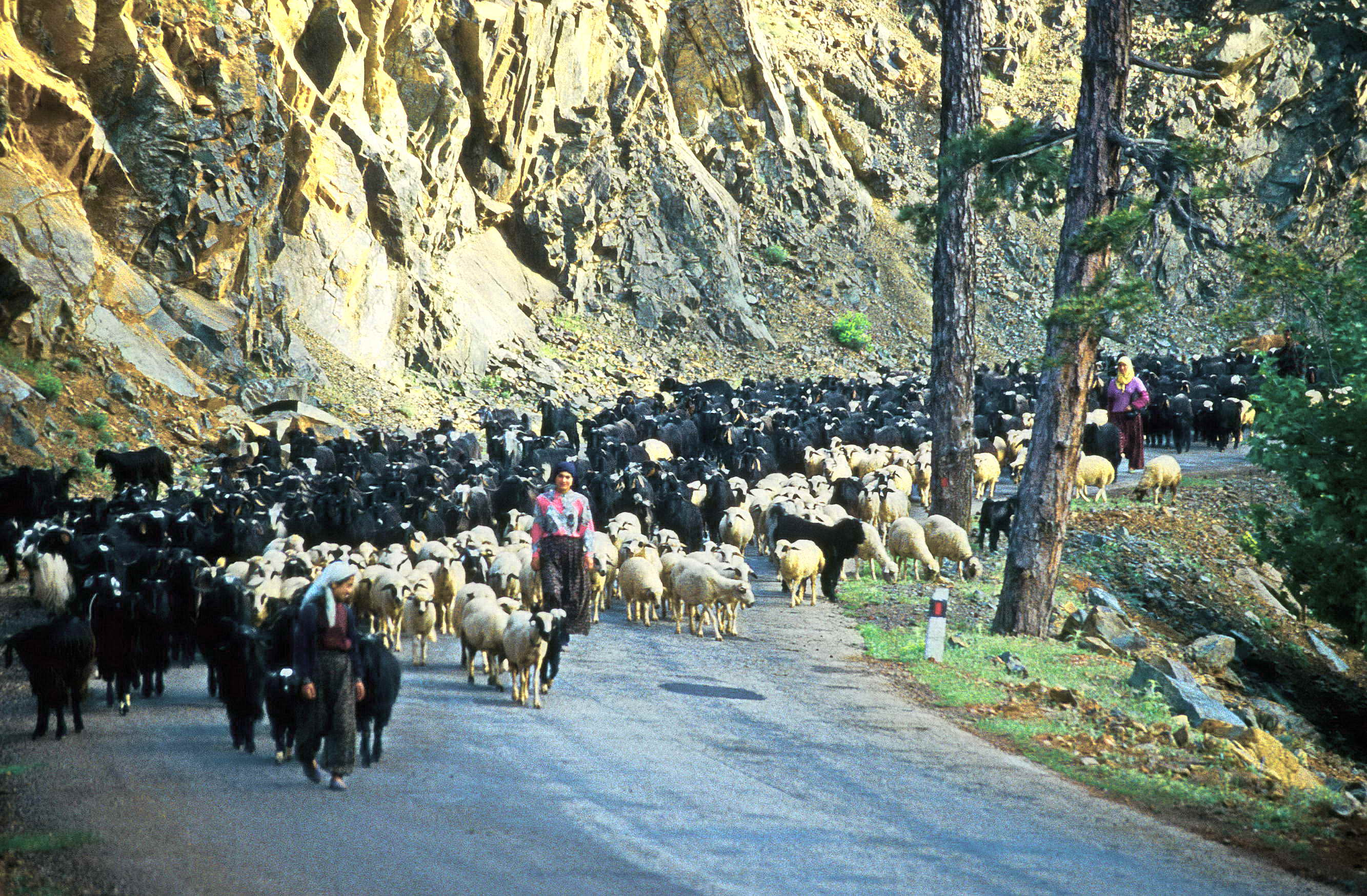
Wie hier noch Ende der 1990er Jahre zogen zwischen dem 16. und 19. Jahrhundert riesige Kleintierherden der Nomaden aus der Çukurova und dem Maraş-Graben auf ihre Sommerweiden im Taurus und Antitaurus.

Die Ursachen für die Befriedungsaktion der Fırka-i Islahiye hatten sich bereits während des 16. Jahrhunderts entwickelt und in der Zeit danach fortgesetzt. Als Folge sozialer Krisen im Osmanischen Reich, die sich in den Celali-Aufständen und der Saruca-Sekban-Bewegung offenbart hatten, lagen am Ende des 16. Jahrhunderts in Anatolien und Syrien Tausende von Dörfern verlassen. Ihre Ländereien waren verwüstet, die Landbevölkerung hatte sich in relativ sichere Orte zurückgezogen oder war zur nomadischen Wirtschafts- und Lebensweise zurückgekehrt. Da damals der größte Teil des osmanischen Staatseinkommens aus der Besteuerung der Landwirtschaft stammte, lag es natürlich im Interesse des Staates, eine ortsfeste Landwirtschaft mit allen Mitteln zu fördern. Als eine der entsprechenden Lösungen zur Sanierung der Staatsfinanzen (sprich: Steuereinkünfte) wurde eine stringente Ansiedlungspolitik auf dem Lande angesehen, um dabei alle störenden Einflüsse nomadischer und halbnomadischer Gruppen auf die noch intakte Agrarproduktion auszumerzen. Dabei wurde vor allem die Sesshaftmachung der zwischen Çukurova und Uzun Yayla hin- und herziehenden Turkmenengruppen ins Auge gefasst, denn diese schädigten auf ihren saisonalen Wanderungen zwischen Sommer- und Winterweiden die auf dem Weg liegenden Gehöfte, stahlen Vieh und Ernte, wo immer sie konnten, und in geschlossenen Stammesverbänden zerstörten sie auf dem Weg liegende Gehöfte, nicht selten mehrere Dörfer, bisweilen sogar Landstädte. Totschlag, Körperverletzungen und Entführungen waren an der Tagesordnung. Zwischen 1687 und 1689 hatten diese Zerstörungen seitens der Nomaden in Südostanatolien ihren Höhepunkt erreicht. Gleichzeitig massierten sich die Hilfegesuche lokaler Behörden und der betroffenen Bevölkerung an die Regierung in İstanbul. Der damalige Sandschak Maraş war von diesen Verhältnissen besonders betroffen: Obwohl er damals eine der produktivsten Provinzen des Osmanischen Reiches war, herrschte dort Hungersnot.
1691 zielte ein entsprechender Plan der osmanischen Regierung darauf, die politisch und militärisch außer Kontrolle geratenen Landesteile wieder unter ihre Aufsicht zu bekommen und die Agrarproduktion wieder anzukurbeln. Bereits damals hoffte man, diese Ziele durch Ansiedlung der Nomaden und Sicherung der noch übrigen bzw. neugeschaffenen ländlichen Siedlungen zu erreichen und die Sesshaftmachung unter Anwendung staatlicher Machtmittel umzusetzen. Stets ging es in den Sultans-Erlassen um die Umsetzung klarer Grundthemen:
- Ansiedlung der Nomaden in festen Dörfern unter Aufgabe ihrer bisherigen Lebens- und Produktionsformen und Übergang zu stationärer Landwirtschaft (Ackerbau, stationäre Viehhaltung);
- zügige Rekultivierung der zerstörten und brachliegenden Ländereien, um Steuern abzuwerfen;
- Einsatz an- und umgesiedelter Bevölkerung bei lokalen Sicherungs- und Verwaltungsaufgaben auf unterer Ebene.
- Das Verfügungsrecht über brachliegendes Land sollte ohne Rücksicht auf Rechte von Vorbesitzern an Personen übertragen werden, die bereit und imstande waren, das Land zu bebauen.
- Auch Turkmenen und Kurden wurde es ermöglicht, in der osmanischen Armee zu dienen (verkappte Wehrpflicht).[8]

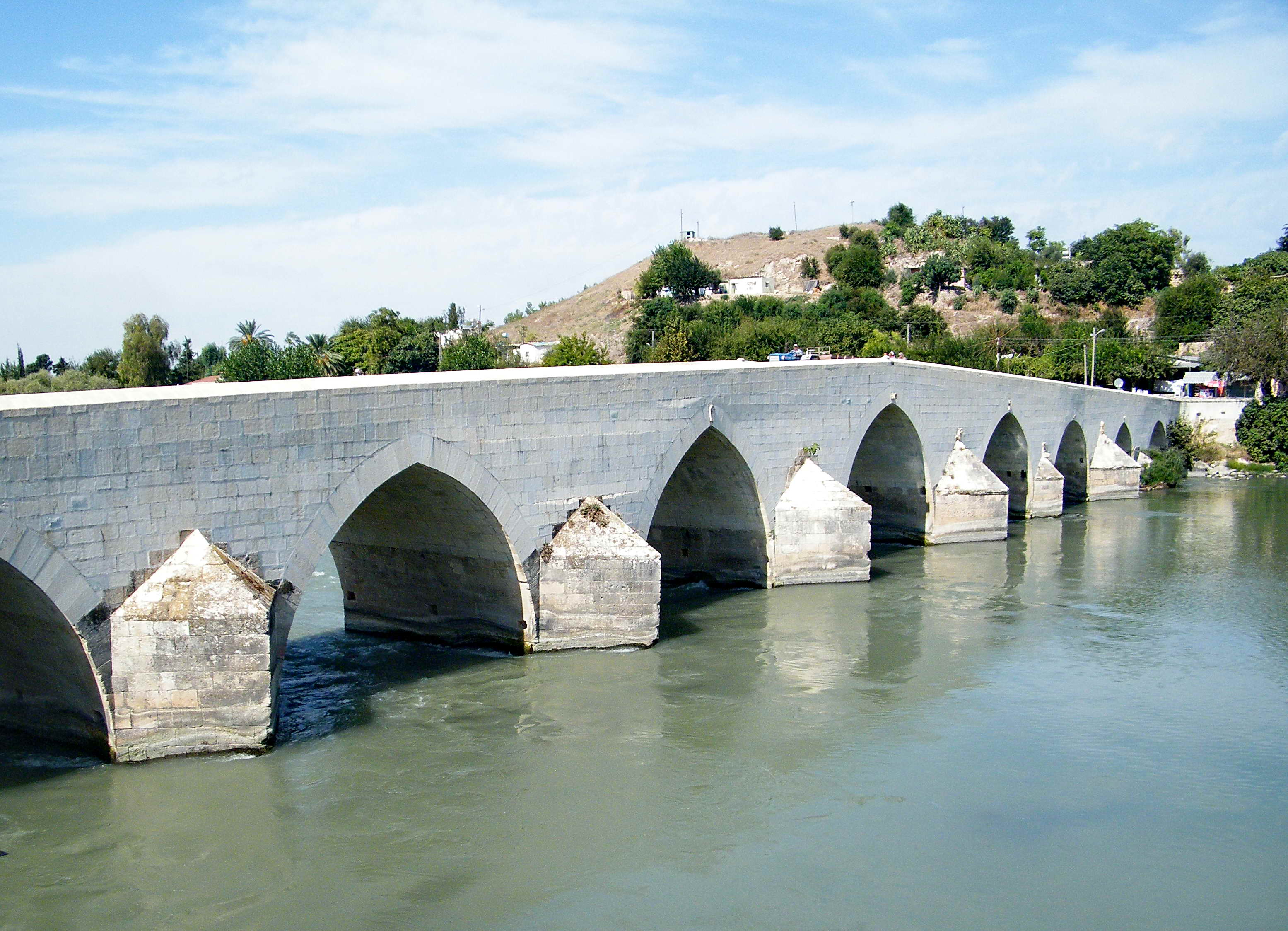
Die historische Brücke über den Ceyhan in Misis, dem antiken Mopsuestia (im Hintergrund der Siedlungshügel des historischen Ortes), war im 19. Jahrhundert einer der wichtigsten Fluss-Übergänge der Haupthandelsrouten von Anatolien durch die Kilikische Pforte via Adana nach Syrien.

Im Vordergrund der Anordnungen stand die Sicherung der den Sandschak Adana durchziehenden Handelsstraßen über Misis und Payas nach Halep (Aleppo), Ayıntap (Gaziantep) und Urfa. Deshalb sollten vor allem Nomaden, die im Gebiet zwischen Demirkapı (enger Durchlass bei Toprak Kalesi/Osmaniye) und Misis ihre Winterlager hatten, wie die Tecirli, Ulaşlı und Cerit, in den am Ceyhan gelegenen Kazas (alte Bezeichnung für İlçe/Kreis) Kınık, Berendi und Ayas (Yumurtalık) zur Ansiedlung gebracht werden. Darüber hinaus sollten die Herden künftig nicht mehr vom gesamten Stamm, sondern von bezahlten Hirten auf die Sommerweide (Yayla) gebracht werden. Denjenigen, die sich zur Ansiedlung bereiterklärten, um das ihnen überlassene Land zu kultivieren, wurden gemäß dem Erlass des Sultans entsprechende Ländereien zugewiesen. Von allen damals in der Çukurova angesiedelten Nomadengruppen hatten, was das sesshafte Leben betraf, die Tecirli die geringste Ausdauer. Schon 1696, nach nur fünf Jahren, gaben sie ihre sesshafte Lebensweise wieder auf, verließen die ihnen überlassenen Ländereien und zogen – einschließlich ihrer altgewohnten Raubpraktiken – wieder persönlich mit ihren Herden zu den Sommerweiden im Gebirge.
Teile der noch sesshaften Nomaden nahmen sich das Verhalten der Tecirli zum Vorbild und kehrten ebenfalls zur traditionellen nomadischen Lebens- und Wirtschaftsweise zurück, selbst solche, deren Ansiedlung 1691 relativ reibungslos verlaufen war. Damit war das Ansiedlungswerk größtenteils gescheitert, und bald führten erneute Klagen zu einem neuen Anlauf der osmanischen Verwaltung zur Durchsetzung ihrer Nomadenpolitik: Durch einen Ferman des Sultans wurden die Tecirli-Stämme 1708 mit 2.500 Kurusch (Kuruş: altes osmanisches Zahlungsmittel) Steuerstrafe belegt und zum Teil in die Gegend von Rakka (Syrien) ins Exil geschickt. Daraufhin flohen Turkmenengruppen verschiedener Stammeszugehörigkeit, die man ebenfalls aus der Çukurova in Exile in Syrien bei Rakka, Homs und Hama geschickt und dort zur Ansiedlung gezwungen hatte, wieder zurück in die Çukurova, wo sie erneut ihrem früheren Nomadendasein nachgingen, sodass 1712 von insgesamt 120 im Jahre 1691 umgesiedelten Stammesgruppen nur noch 20 als sesshaft bezeichnet werden konnten. In einer neuerlichen Aktion wurden damals der größte Teil der Tecirli und sämtliche Cerit-Gruppen, die über weite Teile der Çukurova zerstreut ihre Winterlager hatten, in den ihnen vorher zugeteilten Gebieten zwangsweise wieder angesiedelt. Tecirli-Verbände, denen es gelang, dieser Aktion zu entgehen, gingen nun ihrerseits dazu über, im Sandschak Maraş sowie im Raum von Kadirli Dörfer zu zerstören, womit sie der Nomadenpolitik der Staatsverwaltung aktiv entgegenwirkten. Die Verhängung oder Androhung von Steuerstrafen von Seiten des Staates brach offenbar deren Widerstand keineswegs, sondern veranlasste sie eher, sich dem Zugriff der Behörden zu entziehen. Bei den Ulaşlı-Stämmen entzog man sich der Zahlung der jährlichen Steuer durch Flucht in die Gavur Dağları (Amanus-Gebirge). Während des ganzen 18. Jahrhunderts blieb so die Çukurova Winterweidegebiet nomadischer Gruppen, die sich in altbewährter Weise den Sommer über auf den Yaylagebieten des Antitaurus und der Uzun Yayla aufhielten, und sie waren stets bereit, Gelegenheiten zu Raub und Plünderung wahrzunehmen.

### Situation im 19. Jahrhundert
Mittlerweile hatte sich in Europa im Verlauf des 19. Jahrhunderts, u. a. auch als Folge der Französischen Revolution, die sozio-ökonomische und politische Situation gewandelt. Damit waren auch die entsprechenden Grundlagen des traditionellen Osmanischen Reiches in Frage gestellt. Multikulturelle und multinationale Gebilde, wie der osmanische Staat, erlebten dabei eine schwere Krise. Darüber hinaus hatte dieser Staat aufgrund seiner geschwächten Macht mit den Interventionen der Großmächte zu kämpfen, die seinen Zerfall beschleunigten. Da es in der osmanischen Zivilgesellschaft keine Kräfte gab, die die Führung dieses Wandels übernahmen, setzte sich die osmanische Staats-Bürokratie mit der Umsetzung dieses Wandels auseinander, was dazu führte, dass der „Staat“ praktisch in alle Lebensbereiche eingriff. Dazu zählte seit Anfang des 19. Jahrhunderts vor allem die
- „Neutralisierung“ der sich überall im Lande verselbständigenden Derebeylik und
- „Stabilisierung“ von zunehmend außer staatliche Kontrolle geratener Gebiete aufgrund erneut zunehmender Nomadisierung durch
- „Effektivierung“ einer bereits seit längerem andauernden Siedlungsaktivität.

Der auslösende Faktor für die Militäraktion der Fırka-i Islahiye ging dann effektiv auf eine Situation im Krimkrieg zurück: Der Mangel an Soldaten während des Krieges 1853–1856 führte zu entsprechenden Rekrutierungs-„Nachfragen“ in den Regionen des Landes, unter anderem auch im Sandschak Cebel-i Bereket (Yarpuz, Gavur Dağları/Amanusgebirge) und Sandschak Kozan (Çukurova und Taurus). Diesem Befehl wurde jedoch aufgrund des Widerstands der dortigen Nomadenstämme gegen den Staat nicht nachgekommen. Aufgrund der generell ablehnenden Haltung, Soldaten für den Krieg bereitzustellen, befanden sich aus dem Blickwinkel der osmanischen Zentralregierung in İstanbul gesehen nicht nur der Sandschak Kozan, sondern auch die benachbarten Nahiyes (Amtsbezirke) und Kazas (Kreise) im Aufruhr gegen den Staat. Die dortigen Kozan Oğulları herrschten in Form des Derebeytums. Cevdet Pascha selbst bemerkte dazu:
„Die Herrschaft der Kozan Oğulları war absolut und tyrannisch und an keine Bedingung gebunden. Die Aghas taten, was sie wollten. Sie haben die Männer hingerichtet, auf die sie wütend waren… Obwohl die Einwohner von Kozan religiöse und gute Menschen sind, sind sie ziemlich unwissend geblieben… Die Kozan Oğulları heirateten mehr als vier Frauen. Ömer Aghazade Ahmed Agha hat zum Beispiel neun Frauen geheiratet…“ (zitiert nach Betül Sancak).
Das Kaza Karaisalı war in Händen der Menemenci Oğulları und wurde ebenfalls nach altem Derebeystil regiert, und auch das Nahiye Karsantı (nach 1987 Aladağ), das sich längs des Zamantı-Flusses erstreckte, war nach Auffassung der Hohen Pforte in aufstandähnlichem Zustand. Das Kaza Kars (Kardirli) im Osten von Kozan war ebenfalls nicht völlig unter Kontrolle. Im Nahiye Sunbaş (zwischen Kadirli und Kozan) herrschten die Kökülü Oğulları, die weder den Kozan Oğulları, noch dem osmanischen Staat Steuern zahlten. Der Sandschak Kozan bestand vor allem aus Dörfern. An Verwaltungszentren gab es Sis (Sisium/Sision/Kozan/Westkozan) und Haçin (Hadjin/Saimbeyli/Ostkozan). Die eigentliche Souveränität lag bei Sis, einem Ort mit damals etwa 600 muslimischen und armenischen Familien, nach Vital Cuinet ein Städtchen (Flecken) mit etwa 3500 Einwohnern. Der Bey von Kozan hielt sich im Sommer in dem 40 km nördlich gelegenen Dorf Belen bei Feke auf. Er kam regelmäßig zu seinem Amtssitz in Sis, war aber an der Lieferung von Truppen wenig interessiert. Der größte Teil der Bevölkerung der Region Kozan waren Bergbewohner vom Stamm der Varsak. Sie trieben einfache Landwirtschaft und Ziegenzucht, stellten aber die Fußtruppen der dort regierenden Kozan Oğulları, während die Nomadenstämme der Çukurova westlich des Ceyhan ihre Reiterei bildeten. Diese Stämme hatten gewöhnlich in der Çukurova ihre Winterlager und zogen im Sommer auf die Weiden in Inneranatolien. Da sie auf ihren Wanderungen Kozan passieren mussten, waren sie auf das Wohlwollen der dort herrschenden Kozan Oğulları angewiesen und wurden deswegen zu deren Stamm gezählt. Auf diese Weise gehörte ein Teil der Çukurova zum Verwaltungsbezirk (Sandschak) Kozan. Es waren die großen Turkmenenstämme der Afşar und Sırkıntılı aus der Çukurova und außerdem drei kleine Kurdenstämme Kırıntılı, Lek und Hacılar. In den Gavur Dağları gab es im Allgemeinen nur Dörfer, größere Zentren fehlten. Auf diesen verhältnismäßig begrenzten Bergen hatte sich eine ganze Reihe von Derebeyliks und auch Ağalıks etabliert, von denen die meisten räuberischen und banditenähnlichen Charakter hatten. Im mittleren und südlichen Teil der Gavur Dağları lebten die rebellischen und kriegerischen Ulaşlı weitgehend unabhängig. Der stärkste dieser Stämme war der der Bekiroğulları in den unzugänglichsten Gegenden des Gavur Dağı (s. u.).

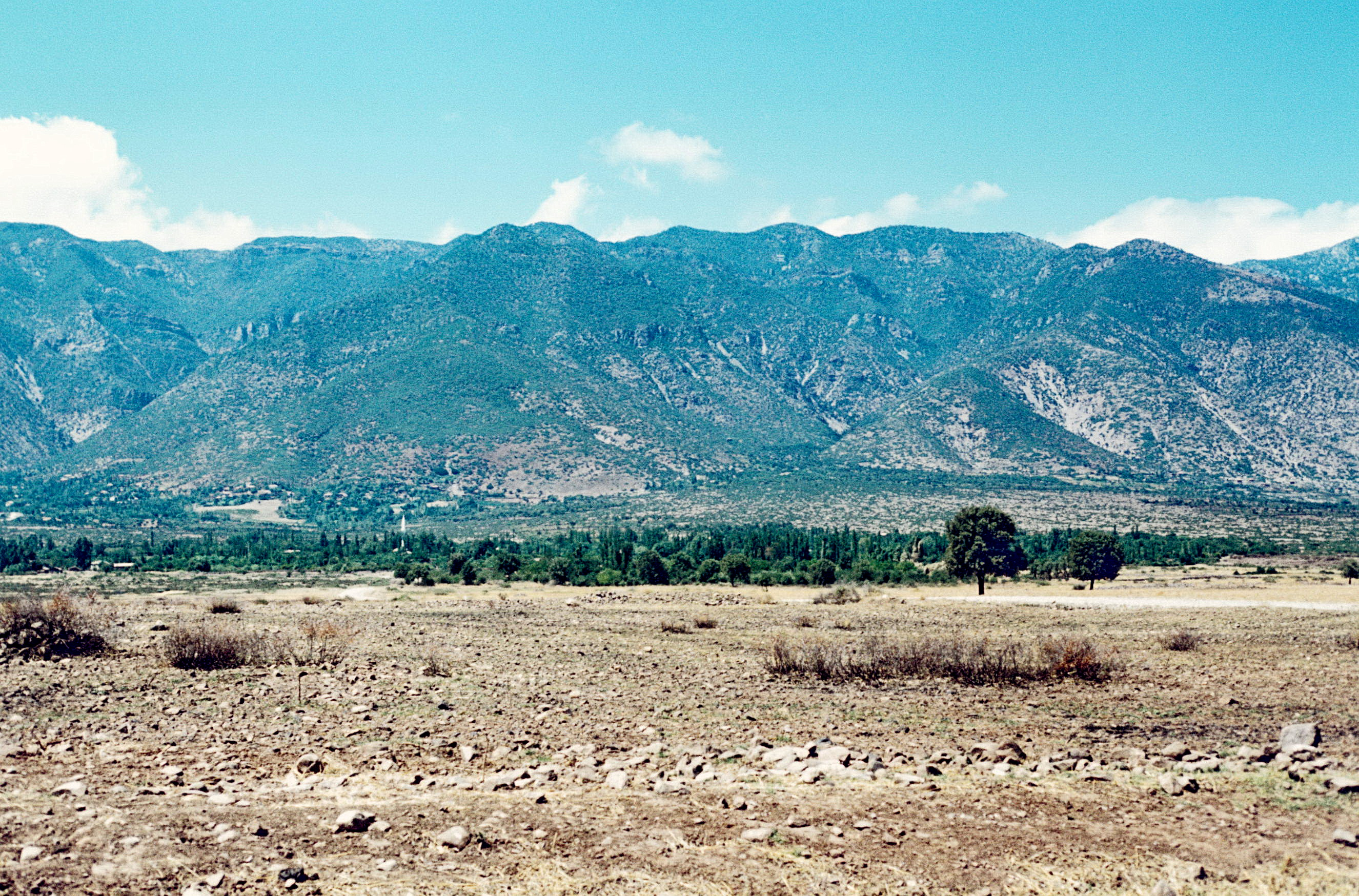
Zwischen den Gavur Dağları und der östlicheren niedrigen Bergkette der Kürt Dağları (hier im Bild) liegt der tektonische Maraş-Graben, der von Maraş bis zur Amik-Ebene im Süden bei Antakya reicht. Dort hatten turkmenische und kurdische Stämme im 19. Jahrhundert ihre Winterlager, die Reyhanlı-Turkmenen in der Amik-Ebene, die kurdischen Delikanlı und Celikanlı im Norden in der Dumdum-Ebene.

Zwischen den Gavur Dağları und der östlicheren niedrigen Bergkette der Kürt Dağları liegt der tektonische Maraş-Graben, der 150 km von Maraş im Norden bis zur Amik-Ebene im Süden bei Antakya reicht. Dort hatten turkmenische und kurdische Stämme ihre Winterlager, die Reyhanlı-Turkmenen in der Amik-Ebene, die kurdischen Delikanlı und Celikanlı im Norden in der Dumdum-Ebene. Diese Stämme zogen im Sommer über Maraş auf die Uzun Yayla. Die Gebiete vom westlichen Saum der Gavur Dağları bis zum Ceyhan-Tal gehörten zum Sandschak Uzeyr (Payas). Dort hielten für gewöhnlich die Turkmenenstämme der Tecirli und Ciritli ihr Winterlager ab. Auch sie zogen im Sommer über Maraş auf die Uzun Yayla. In diesem Gebiet zwischen dem anatolischen Hochland und Syrien gab es vor den vorbeiziehenden Nomaden keine Sicherheit. Auf ihren Wegen von und zur Sommerweide richteten die Stämme an den Orten, die sie berührten, Schäden an und pflegten das, was sie bekommen konnten, mitzunehmen. Einige von ihnen plünderten auch vorüberziehende Reisende aus.

## Vorbereitung der Fırka-i Islahiye
Zur strategischen Vorbereitung einer Straf- bzw. Befriedungsaktion wurden zunächst Meinungen zuständiger Staatsmänner eingeholt, darunter die von Vecihi Pascha. Mehmed Vecihi Pascha aus Yozgat (1797-1867) hatte bereits viele Jahre als Gouverneur in verschiedenen Provinzen gedient (unter anderem in Bosnien 1835-1840), wurde zum Leiter der Garde (Muhafiz) in Belgrad ernannt und später zum Gouverneur in Mossul und Ankara. Zur Zeit der Fırka-i Islahiye war er als Gouverneur im Hedschas tätig, gleichzeitig an der Ansiedlung der Avşar in Zentralanatolien beteiligt. Er riet zu einer harten Haltung – mit Unterstützung der Bozdoğan-Stämme und der Gebirgsbewohner – gegenüber den Kozan Oğulları und anderen Aufständischen durch Schließung der Versorgungs- und Transportwege von Maraş, Kayseri und Adana, Gefangennahme, Hinrichtung und Vertreibung. Vecihi Paschas Angebot wurde angenommen. Demnach sollten mit einer jeweils ausreichenden Anzahl von Soldaten die Gouverneure von Ankara, Maraş, Sivas und Kayseri für die Belagerung des Kozan-Berglandes von Sis, Andırın, Zamantı (Oberlauf des Seyhan) bzw. Develi her agieren. Die beratenden Honoratioren beschlossen, acht Bataillone der Asakir-i Nizamiye-i Shah-Armee (die Nizamiye-Armee; auch bekannt als Asakir-i Nizamiye, osmanische Landstreitkräfte) und etwa zweitausend Soldaten von Kayseri, Sivas, Adana und Maraş aus zu organisieren. Darüber hinaus wollte man notwendige Maßnahmen ergreifen, um sicherzustellen, dass die lokale Bevölkerung die Staatsgewalt akzeptierte. Als ausreichend befunden wurden letztendlich die regulären Truppen der I., II., IV. und V. Armeen aus Adana und Maraş, acht Bataillone aus Kreta sowie sieben bis acht Kanonen des Şeşhaneli-Dağ-Bataillons, 2500 Soldaten aus Albanien und anderen Orten.
Zur Lösung dieses Problems wurde Ende 1864 vereinbart, eine „Befriedungs“-Streitmacht mit Namen „Fırka-i Islahiye“ zu bilden. Derviş Pascha, der Kommandeur der Vierten Armee, und Ahmed Cevdet Pascha, als außerordentlicher Beamter, wurden als Kommandeure der gegründeten Armee-Fraktion ernannt. Im März 1865 kam man überein, einen detaillierten Aktionsplan für die Fırka-i Islahiye zu erarbeiten, um noch im Frühjahr die neue Armee zu entsenden: die Hassa-Armee sowie die IV. und V. Armee, um sie zusammen mit den in der Region stationierten Soldaten zu organisieren. Diese Truppen unter dem Kommando von Derviş Pascha bestanden aus sieben Bataillonen von Einheiten, die sich im Krimkrieg bereits bewährt hatten. Es waren Albaner und Zeybeken (Landmiliz, Briganten), die an „Bergkriege“ gewöhnt waren. Zusätzlich zum Feldmarschalls-Gehalt sollte Derviş Pascha ein Salär von 10.000 Kurusch (türkisch: Kuruş, Währungseinheit, war bis zur Unterteilung der ehemaligen osmanischen Goldlira im Jahr 1844 auch die Standardwährungseinheit im Osmanischen Reich) erhalten, während Ahmet Cevdet Pascha eine Grundvergütung von 30.000 Kurusch und 75.000 Kurusch pro Tag zusätzlich erhalten würde. Die Kommandeure dieser Einheiten bestanden aus Offizieren, die in den folgenden Jahren in der osmanischen Armee aufsteigen sollten: Major Ahmet Ağa, Sarıklı Zühaf, Bataillonskommandeur Major Tatlıoğlu Mehmet, Major Redif Ağa und Miralay İbrahim Bey. Zu diesen Kräften wurde auch das Kavallerie-Regiment Hassa II hinzugefügt. Einer der bekanntesten Offiziere dieser Einheit war Ferik Gedik Ali Pascha, der später in den Kriegen gegen Russland berühmt wurde. Unter den Offizieren des Personalausschusses wurde die Aufgabe des Stabschefs der Fırka-i Islahiye an Hüseyin Bey übertragen. Zwei weitere verdiente Persönlichkeiten waren Major Gazi Ahmet Muhtar Pascha, der spätere Distriktgouverneur der Fırka-i Islahiye, sowie Kolağası Hüseyin Hüsnü Efendi. Sie organisierten für die Truppe Bataillone aus Kreta, Aleppo, Maraş und Adana. Mirliva Kurt İsmail Pascha wurde von Sivas mit einem Kavallerieregiment und vier Infanteriebataillonen mobilisiert, Mirimiran Arslan Pascha, einer der georgischen Beys, mit mehr als 200 Reitern, und Eleşkirtli Mehmet Bey mit etwa 300 Reitern machten sich auf den Weg nach Maraş, um sich den Truppen anzuschließen, so dass sich die Stärke der Fırka-i Islahiye letztendlich auf 11 Bataillone und ein Kavallerieregiment erhöhte.
Das ursprüngliche Ziel der Aktion war gewesen, die Sicherheit zunächst in der Region Kozan wieder herzustellen. Doch kurz vor dem Start aus İstanbul wurde beschlossen, erst nach der Unterwerfung der Rebellen im Gavur Dağı (Amanusgebirge) und seiner Umgebung nach Kozan zu gehen. Die Operation wurde entsprechend geändert. Mirliva Hasan Pascha sowie Feriki Seyit Pascha aus Aleppo und Mirliva Hüsnü Pascha und Mirliva Yaver Pascha, Kommandeure der 5. Armee, würden sich den Truppen in Payas anschließen, sobald diese unter dem Kommando von Derviş Pascha in İskenderun gelandet waren. Darüber hinaus wurde Arif Efendi, eines der Mitglieder der Duyûn-ı Muhasebat (Generalzahlmeisterei), zusammen mit zwei Sachbearbeitern, İhsan und Zekai Efendi, zum Buchhalter ernannt, um die Reformen im Finanzbereich, die Ausgaben der in die Region zu entsendenden Bataillone sowie die Gehälter und Ernennungen der Kavallerieeinheiten zu beaufsichtigen. Hilmi Efendi und sein Begleiter Rıza Bey aus der 4. Armee wurden zu Registrierungsbeamten ernannt. Der zivile Stab wurde mit dem Finanzverwaltungsbeamten Besim Efendi und dem Vernehmungs-Offizier Reşat Efendi vervollständigt, um Fragen zu Grundbesitz und Besitzurkunden zu klären. Derviş Pascha und Ahmet Cevdet Pascha übernahmen die gemeinsame Verantwortung für die gesamte Operation, Cevdet Pascha den administrativen Teil und Derviş Pascha das Kommando über die Militäreinsätze. Wo und wie die Soldaten entsandt würden, wollten beide gemeinsam entscheiden. Nach Abschluss aller Vorbereitungen verließ die Fırka-i-Islahiye-Armee am 20. Mai 1865 İstanbul mit einem Kavallerieregiment, sieben Infanteriebataillonen, Gefolgeoffizieren, genügend Artillerie und fünf Schiffen mit Munition in Richtung Golf von İskenderun.

## Aktionen der Fırka-i Islahiye

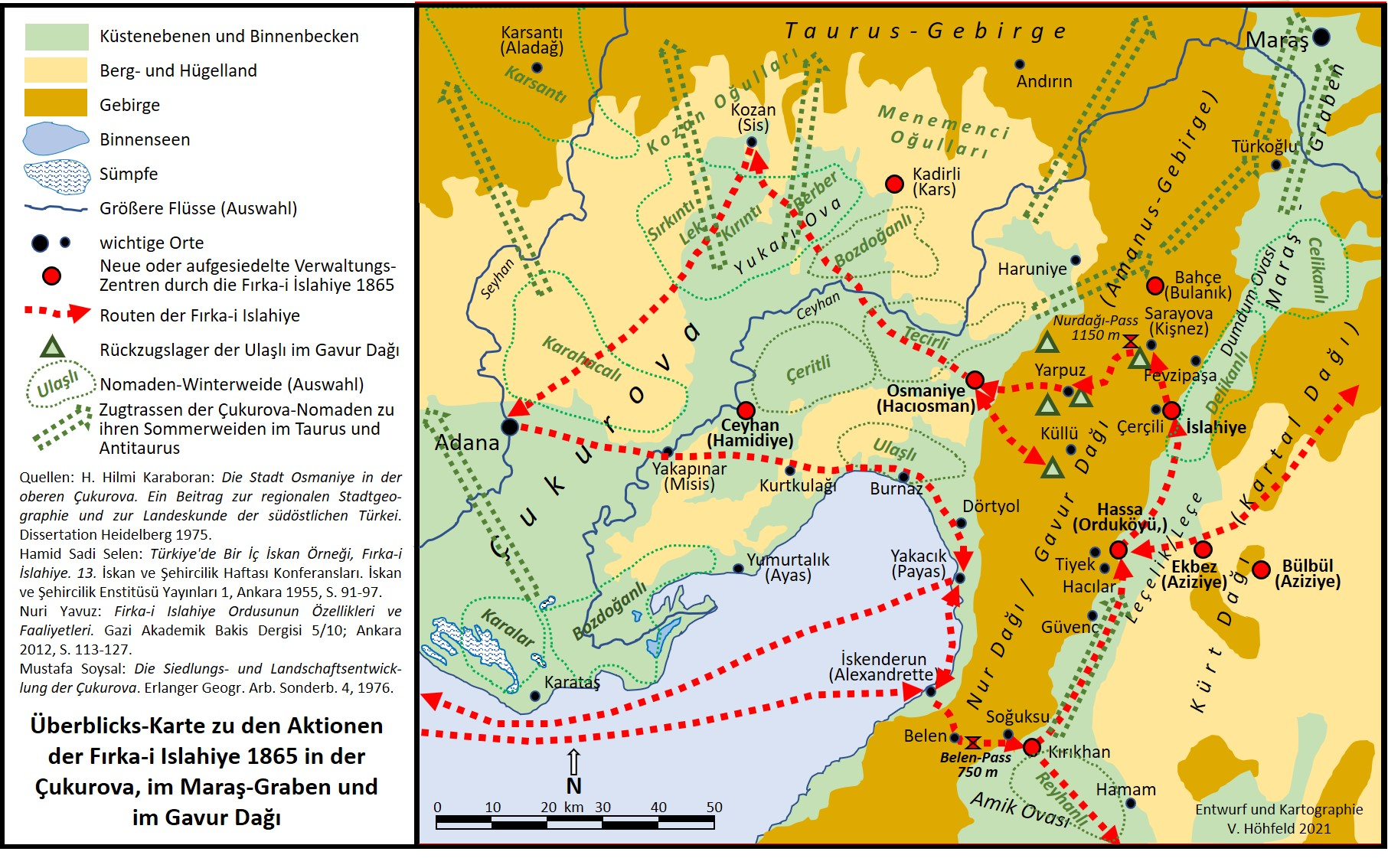
Die Karte skizziert den Ablauf und einzelne Stationen der militärischen Befriedungs-Aktionen der Fırka-i Islahiye 1865 in der Çukurova, im Maraş-Graben, im Gavur Dağı (Amanus-Gebirge) und in der Taurus-Region von Kozan unter der Leitung von Derviş Pascha und Ahmet Cevdet Pascha.

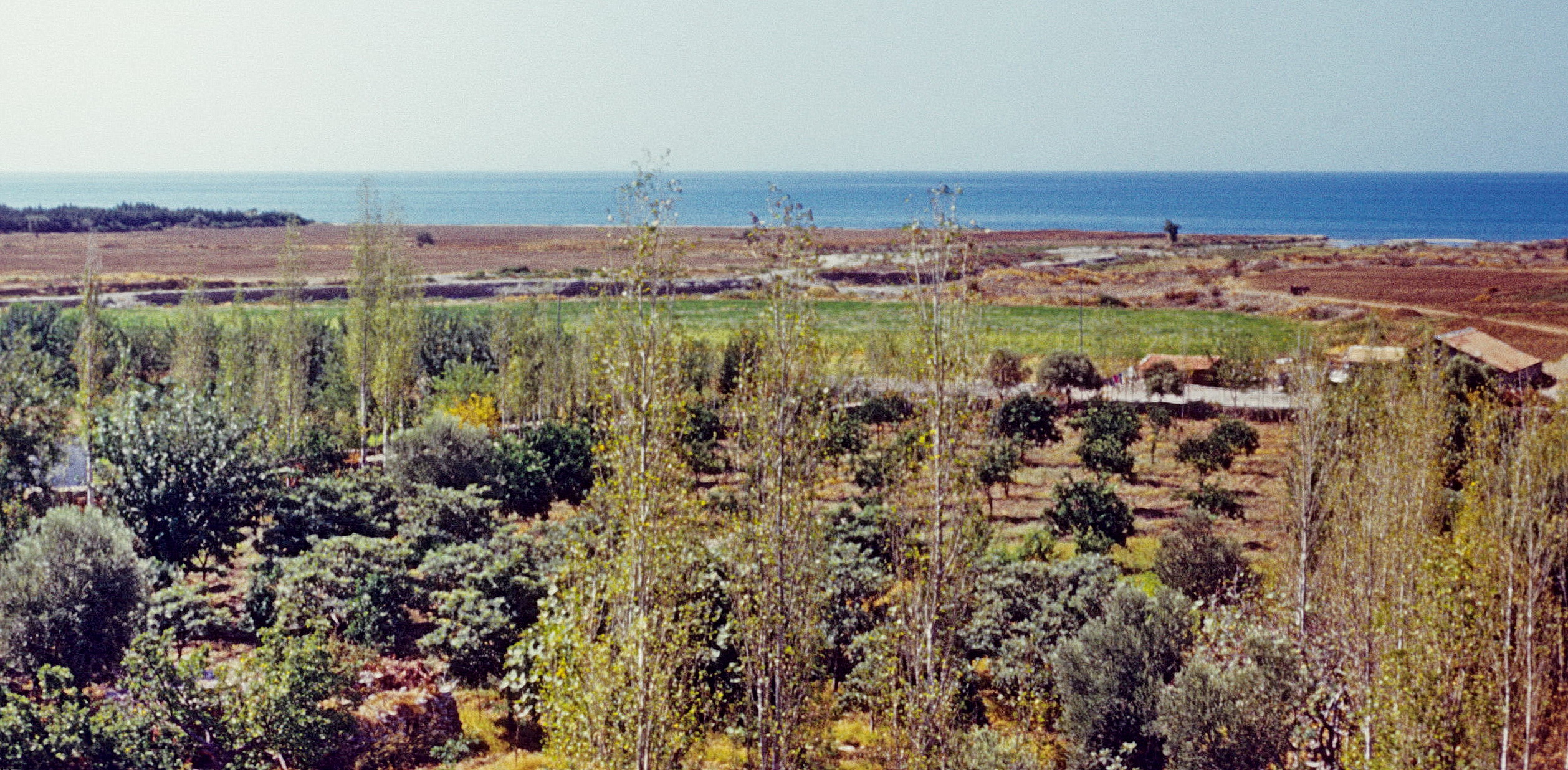
Der alte Hafen von Payas nördlich von İskenderun ist mittlerweile versandet und begrünt, diente aber im 19. Jahrhundert noch Teilen der Truppen der Fırka-i Islahiye als Landeplatz für ihre militärischen Aktionen im Maraş-Graben und in den Gavur Dağları.

Die Flotte erreichte die Küste von Adana am 27. Mai 1865 und landete am nächsten Tag im Hafen von Alexandrette (İskenderun). Während Soldaten und Material von den Schiffen zum eine halbe Stunde von İskenderun entfernten Lager in Belen (diese Angabe ist – von der Originalquelle – stark geschönt, denn vom Hafen İskenderun bis nach Belen sind es immerhin 11 km Luftlinie bzw. 13 km Wegstrecke und bei einem Höhenunterschied von 500 m kaum in dieser Zeit zu schaffen!) befördert wurden, fuhren Derviş und Cevdet Pascha mit einer Fähre nach Payas, um die Region und die militärischen Kräfte dort unter dem Kommando von Mirliva Hasan Pascha zu inspizieren, die von Payas aus den Bergbewohnern den Kontakt zur Küste abschneiden und sie unter Druck halten sollten. Nach Gesprächen mit den Honoratioren von Payas wurde beschlossen, dass Hasan Pascha dort bleiben sollte, um die Sicherheit der Gegend zu gewährleisten. Danach kehrten sie in das Lager bei İskenderun zurück. Um die Operation mit dem geringstmöglichen Widerstand abschließen zu können, wurde als Vorsichtsmaßnahme eine „Generalamnestie“ für „Mitläufer“ angekündigt. Nach einem Treffen einiger Häuptlinge aus Berg- und Küstendörfern versicherten Mürselzade Mustafa Şevki Bey, das Oberhaupt des Reyhanlı-Stammes, und der Bezirksgouverneur von Hacılar, Paşo Bey, allen Befehlen des Staates zu gehorchen und zu versuchen, bestmöglich zu helfen. Damit wurden erste Regionen im Reformgebiet rasch unter Kontrolle gebracht.

### Aktionen im Maraş-Graben

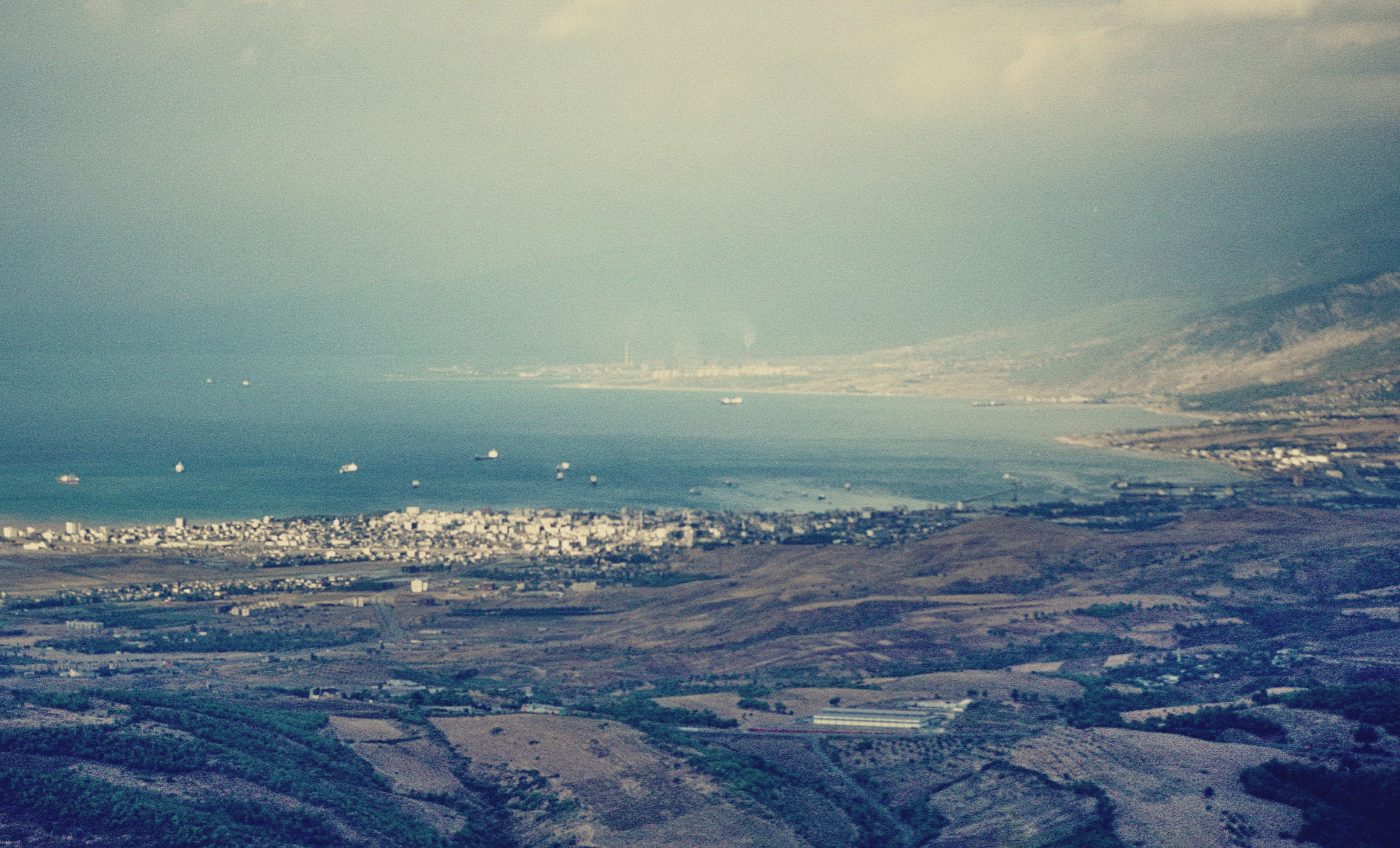
Im Lauf des 20. Jahrhunderts entwickelte sich der Hafenort İskenderun (Alexandrette) am gleichnamigen Golf, der im 19. Jahrhundert (1841) nur aus einer Hütte und einer Anlegestelle bestand, zu einem der wichtigsten Mittelmeerhäfen der Türkei mit bedeutenden Industrien und Ölraffinerien mit fast 200.000 Einwohnern. Von hier startete die Fırka-i Islahiye 1865 ihre Militär-Aktionen gegen die rebellierenden Nomadenstämme des Amanus-Gebirges, des Maraş-Grabens, der Çukurova und der Kozan Oğulları im Taurus.

Daraufhin erschien auch Kara Beyzade Mehmet Bey aus Tiyek (im Maraş-Graben) und bot seinen Gehorsam an, so dass auch die Region Tiyek kontrolliert wurde. Mehmet Bey wurde beauftragt, Getreide und Vorräte zu liefern. Kurz darauf kamen die Honoratioren der Unterbezirke von Hacılar, Tiyek und Ekbez (Meydan Ekbez/Aziziye) zum Hauptquartier und erklärten, dass sie den staatlichen Vorgaben nachkommen würden. Am 26. Juni 1865 wurden die entsprechenden Gebiete um die heutige Kreisstadt Hassa unter Kontrolle gebracht und somit die Straße Kilis-Aleppo gesichert. Nach und nach kamen alle Honoratioren der lokalen Bevölkerung ins Lager, um ihre Solidarität zu bekräftigen. In diesen Gebieten wurde die Staatsgewalt damit vollständig durchgesetzt, die erste Phase des Befriedungs-Plans realisiert und zudem weitere Maßnahmen getroffen, um auch den Gavur Dağı unter staatliche Aufsicht zu bringen. Während mittlerweile ein Bataillon von der Insel Kreta gelandet war und sich der Fırka-i Islahiye angeschlossen hatte, war der rebellierende Dede Bey, Sohn von Küçük Ali aus Payas, schriftlich aufgefordert worden, von der Generalamnestie Gebrauch zu machen, was dieser allerdings ablehnte, sich in die steilen Teile der Berge zurückzog und begann, zusammen mit seinem Freund Ali Bey, dem Sohn von Ali Bekir (einer der Stammesführer der Ulaşlı im Gavur Dağı), seine Verteidigung vorzubereiten. Von Seiten der Fırka-i Islahiye wurde zunächst nicht gegen diese beiden vorgegangen, um den Rebellen möglichst weder Grund noch Gelegenheit zu bieten, bereits in der ersten Phase der Operation die Bewohner der Region um sich zu sammeln und erneut gegen den Staat aufzubringen. Man verbrachte vielmehr noch einige Tage im provisorischen Hauptquartier von Belen, verließ dann nach Abschluss aller Vorbereitungen den Ort Belen in Richtung Kırıkhan in der Amik-Ebene und errichtete in Soğuksu (Kurtlu Soğuksu bei Kırıkhan) am Fuße des Gavur Dağı Mitte Juni ein vorübergehendes Militärlager aus Zelten. Wenige Tage später ließ sich die Truppe weiter nördlich bei Kargılı an der großen Leçe-Steinwüste am Rande der Kürt Dağları zwischen Leçe (= Steinfeld, Steinwüste, Leçelik = vulkanisches steiniges Land) und Hacılar nieder. Damit hatte man die eigentliche Rebellenzone betreten. Das fragliche Gebiet war als Ausgangspunkt von Norden in die Amik-Ebene einer der wichtigen Punkte der Hauptstraße von Maraş nach İskenderun und von strategischer Bedeutung.

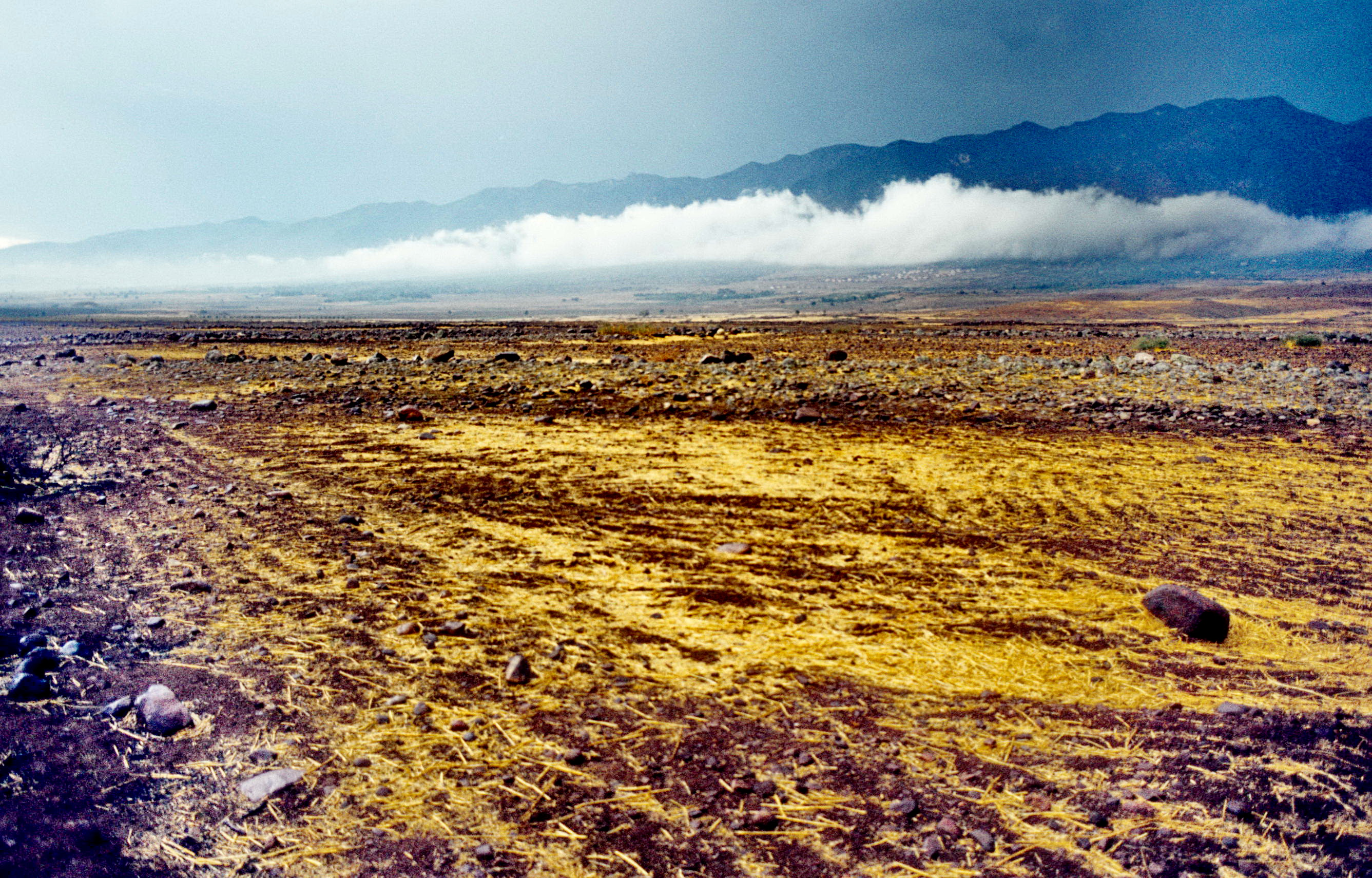
Westlich der Basaltebene Leçelik im Maraş-Graben entstand im 19. Jahrhundert als eine der ersten militärischen Ortsgründungen der Fırka-i Islahiye die neue Kreisstadt Hassa.

Aus Sicherheitsgründen wurde beschlossen, ein Siedlungszentrum namens Orduköyü (= Armeedorf, später Hassa) zu schaffen und dafür 30 Haushalte aus dem Bezirk Hacılar dort anzusiedeln. Durch weitere Aufsiedlung von 100 zusätzlichen Haushalten aus den Gemeinden Hacılar, Tik und Ekbez wurde der Ort zu einer neuen Kreisstadt erweitert. Weil es die Hassa-Elitebataillone waren, die als erste die Stelle betreten hatten, wurde dem Ort später der Name Hassa gegeben. Danach wurden in allen Dörfern des neu gegründeten Kreises Bürgermeister ausgesucht. Aus den angesehenen Männern der Gemeinden wurde ein aus vier Mitgliedern bestehender Kreisrat konstituiert. Schließlich wurde ein Kreisdirektor (Landrat) ernannt und diesem ein ausreichend starkes Gendarmerie-Korps unterstellt. Zur gleichen Zeit erfolgte nach denselben Prinzipien weiter östlich die Gründung des Kreises Meydanekbez sowie südlich davon, in den Kürt Dağları, des Kreises Aziziye (Bülbül). Der Verkehr zwischen den Städten Maraş und Aleppo wurde auf diese Weise erstmals hinreichend gesichert. Damit war eine weitere Phase der Befriedungsaktion abgeschlossen.
Während sich zusätzliche Kavallerie unter dem Kommando eines Polizeihauptmanns aus Aleppo der Division als Verstärkung anschloss, waren für das weitere Vorgehen aus Adana und Tarsus etwa 250 Lasttiere für die Truppe geordert worden. Am 8. Juli 1965 verließ die Armee Tiyek, ruhte sich in der Nacht an einem Platz namens Alagöz-Passage (Alagöz Gediği, vermutlich beim heutigen Boğaziçi [ = Enge] zwischen Hassa und İslahiye) in der Gemeinde Kürkütlü (Kerküt bei Tandır im Kreis İslahiye) aus, erreichte am nächsten Tag die Gemeinde Çerçili (3,5 km westlich İslahiye) und richtete ihr Hauptquartier dort vor der Burg Nikoli ein. Da die Burg (Nikoli Kalesi) (Nibol Kalesi; Nikopolis / Alexandergründung nach 333 v. Chr.) ein strategischer Punkt der Verbindungen zwischen Maraş und der Çukurova sowie über die Amik-Ebene nach Aleppo, Ayıntap (Gaziantep), Kilis und İziye war, wurde sie repariert und in eine Kaserne umgewandelt. Während dieser Aktion zertrampelte die Kavallerie der Reyhanlı, die der Islahiye-Truppe seit längerem Flankenschutz gab, einige Felder, worauf die geschädigten Bauern ins Hauptquartier gerufen, der Schaden festgestellt und bezahlt wurde. Mit der Verbreitung dieser Nachricht begann die lokale Bevölkerung, die Fırka-i Islahiye zu unterstützen. Hier entstand die Stadt İslahiye. Ein weiteres Winterlager wurde beim Dorfe İncesu vorbereitet.

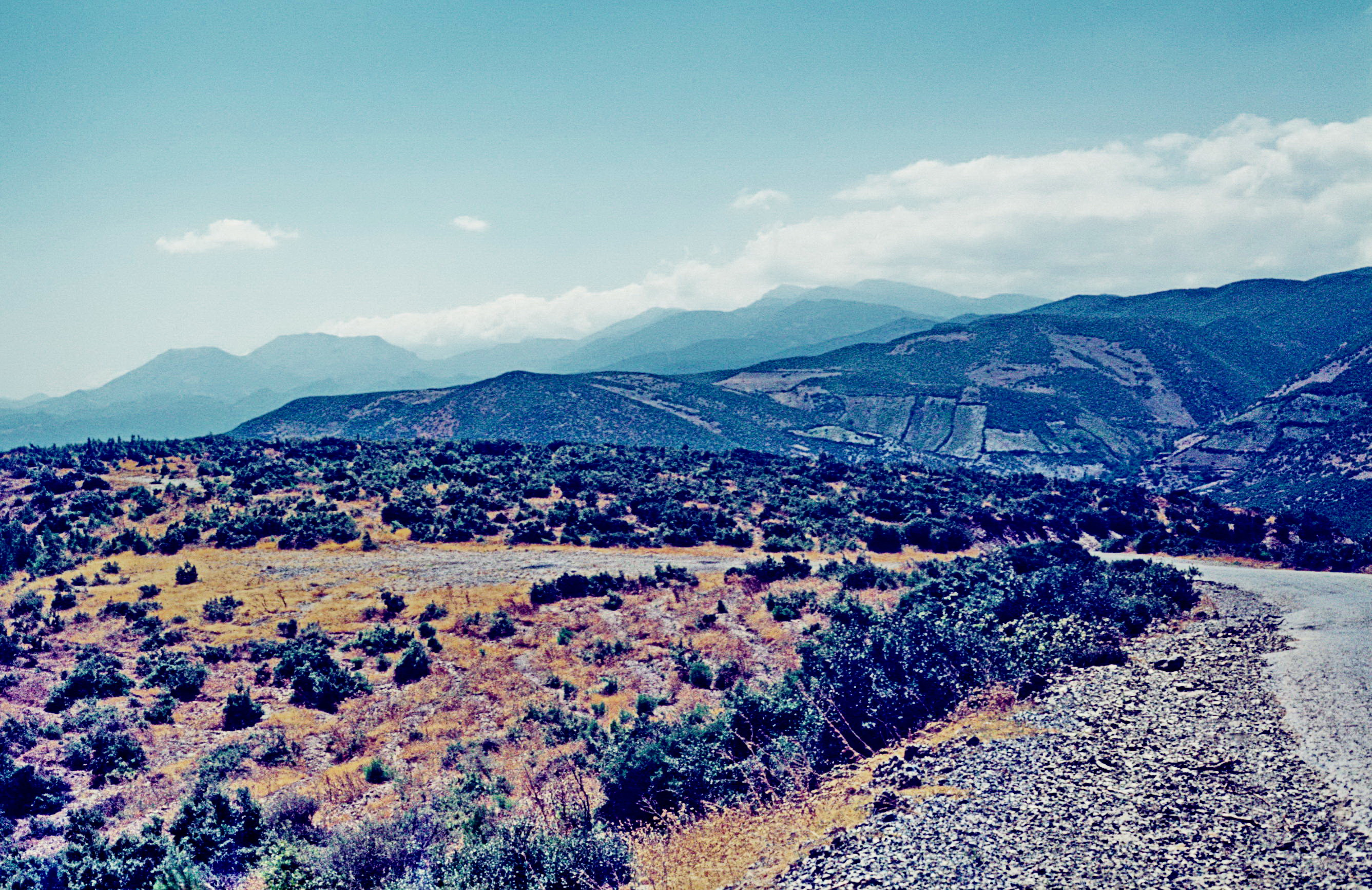
Unweit des 1150 m hohen Nurdağı-Passes lag auf den Höhen des Amanus-Gebirges bei Kişnez (Sarayova) im 19. Jahrhundert eines der zeitweiligen militärischen Hauptquartiere der Fırka-i Islahiye-Truppen gegen die Rebellen der Ulaşlı-Turkmenen in den nördlichen Gavur Dağları (Amanus-Gebirge).

Der Kreis İslahiye entstand damals durch die Zusammenlegung der Dörfer Kerküt, Çerçili, Hanağzı, Türkbahçesi und Eğintili sowie Keferdiz (Sakçagözü) und der dazwischen liegenden Dumdum-Ebene. In dieser Ebene wurden die Nomadenstämme in Dörfern angesiedelt. Gleichzeitig begann man mit dem Bau einer Stadt mit einem Regierungsgebäude, und die Ağas der Delikanlı und Çelikanlı wurden in der Stadt İslahiye angesiedelt sowie ein Rat einberufen. In diesem Verwaltungsrat wurden Huseyin Ağa, der Älteste des Delikanlı-Stammes, und Ali Ağa aus der Keferdiz-Dynastie zu Mitgliedern ernannt. Zur weiteren Sicherung ließ man zwei Wach- und Kontrolltürme errichten, einen durch Cevdet Pascha bei Kerküt und einen an der Enge von Çerçili durch Derviş Pasha. Laut Cevdet Pascha ergab 1866 die erste Volkszählung nach Gründung für den Kreis Islahiye 2049 (männliche) Bewohner, davon 2021 Muslime (nach anderer Quelle: 3804 Einwohner, 1422 Haushalte und 41 Nicht-Muslime). Die Nahiyes (Amtsbezirke) İzziye (Aziziye/Meydan–Ekbez), Hassa, Bulanık (Bahçe) und İslahiye wurden mit letzterem Ort als Zentrum zum Kreis/Distrikt Nevah-i Selase zusammengefasst und an das Mutasarrıflık (Sandschak) Maraş angeschlossen. Cafer Efendi aus Maraş wurde vom Rat der Religionsgelehrten als Mufti berufen, und der Landrat (Kaymakam) von Payas, Şevki Efendi, wurde zum Kaimakam von İslahiye ernannt.
Nach Abschluss dieser Aktionen brach man von İslahiye auf, schlug den Weg über Harağzı (nördlich von İslahiye) zu den Amanusbergen ein und begann mit Vorbereitungen für die weiteren Angriffsoperationen, die über das Dorf Kişnez (Sarayova) erfolgten, das zur Haupt-Operationsbasis und zum neuen Hauptquartier gegen die Rebellen der nördlichen Gavur Dağları (Amanusgebirge), d. h. das Siedlungsgebiet der Ulaşlı-Turkmenen, gemacht wurde. Einer der lokalen Rebellen allerdings, Deli Halil (der verrückte Halil), der zuvor auf dem Gavur Dağı Zuflucht gesucht hatte, floh vor den Kräften der staatlichen Truppe über die steilen Wege des Ulaşlı Dağı zu Dede Bey und Ali Bekiroğlu. Die Dynastie der Bekiroğulları vom Stamm der Ulaşlı siedelte im südlichen Teil des Bezirks Çened des Gavur Dağı. Ali Bekiroğlu war der mächtigste der vier Ağas, die die Ulaşlı-Fraktion bildeten. Die steilsten Teile des Gavur Dağı waren unter seiner Kontrolle.

### Aktionen im Amanus-Gebirge (Gavur Dağı)
Der Bewegungsspielraum der Ulaşlı-Ağas und ihrer Mannschaften wurde nach und nach eingeengt, wobei es zu bedeutenden Kampfhandlungen kam, bis sie schließlich in die Enge getrieben waren. Als sich die Ulaşlı immer weiter in das schroffe Gebirge zurückziehen mussten, ergab sich ein Zustand, bei dem sich die beiderseitigen strategischen Mittel die Waage hielten. Da die Versorgung der kämpfenden Ulaşlı aus der Çukurova im Rücken ihrer Front über die Westhänge des Amanus erfolgte, bezog die Fırka-i Islahiye auch diese Seite des Gavur Dağı in ihre Operationen ein, worauf mit dem Nachschub auch der Widerstand der Ulaşlı zusammenbrach. Aufgrund dieser Entwicklungen kamen Ağas der Karayiğit Oğulları, Kaypak Oğulları und Çendik Oğulları, Fraktionen der nomadischen Ulaşlı-Föderation, zum Hauptquartier der Fırka-i Islahiye und erklärten ihren Gehorsam dem Staat gegenüber. Damit hatte die Militäroperation in dieser Region weitgehend ihre Ziele erreicht, und es blieben nur noch die Rebellen Ali Ağa, Dede Bey sowie Deli Halil und natürlich auch Ali Bekiroğlu, bei dem erstere Zuflucht gesucht hatten. Derviş Pascha wählte sieben Bataillone aus und gab ihnen sechs Tage alten Zwieback als Ration mit auf den Weg. Am 24. August 1865 begann der Marsch der Kavallerie, bestehend aus etwa 240 Georgiern und Tscherkessen unter dem Kommando von Aslan Pascha als Vorreiter. Darüber hinaus wurde die Armee deutlich verstärkt durch die Teilnahme von Stämmen, die mit den Küçük Ali Oğulları (Deli Halil gilt als Sohn des Küçük Ali) rivalisierten. Im Laufe der Zusammenstöße zwischen diesen „bunten“ Armeekräften und den Rebellen wurde letzteren so stark zugesetzt, dass sie es nicht wagten, erneut mit den regulären Streitkräften zusammenzustoßen. Derviş Pascha zog somit mit seinen Truppen ohne nennenswerte Gegenwehr in das Nahiye (Amtsbezirk) von Ali Bekiroğlu siegreich ein, setzte aber seine Befriedungsoperation entschlossen fort, so dass bei der erfolgreichen Verfolgung von Dede Bey und Deli Halil beide Rebellen gefangen genommen wurden und die Truppe zunächst in das Hauptquartier zurückkehrte. Der Ağa Ali Bekiroğlu (der Sohn Ali von Ali Bekir = Ali Bekiroğlu) kam allerdings erst am 22. September 1865 zum weiteren, neuen Hauptquartier der Division in der Stadt Kozan, und ergab sich dort. Als Derviş Pascha schließlich den Gavur Dağı endgültig kontrollierte, ließ er das Gros seiner Truppen von Kişnez über Başburnu, d. h. den Westhang des Gavur Dağı hinab, in die obere Çukurova marschieren, die man beim Dorf Haciosman erreichte. Das Hauptquartier wurde bald darauf von Kişnez dorthin verlegt (Ende 1865). Damit waren die militärischen Bewegungen der Fırka-i Islahiye im Bereich der Gavur Dağları und ihres Umfeldes abgeschlossen.
Der Tell der Çukurova um das Dorf Haciosman war Winterweide des Tecirli-Stammes, der im Sommer zur Uzun Yayla hinaufzuziehen pflegte. Allerdings untersagte die Fırka-i Islahiye den Nomaden in diesem Jahr den Zug zur Sommerweide. Als die Stämme dieser Weisung nicht folgten, kam es zu blutigen Auseinandersetzungen mit positivem Ausgang für die Fırka-i Islahiye. Um das Dorf Haciosman, ebenfalls ein neues Kreiszentrum, schuf man einen neuen Landkreis mit dem Namen Osmaniye. Auch die in der Nähe liegende Gemeinde Cenetoğlu wurde ihm angegliedert. Von den Ağas der Ulaşlı und Tecirli suchte man einige als Mitglieder für den Kreisrat aus und verpflichtete sie gegen ein entsprechendes Salär. Die Stellung als neues Hauptquartier der Fırka-i Islahiye begünstigte die Vergrößerung des dortigen Marktes. Die Bewohner gewöhnten sich an das Geschäftemachen und Geldverdienen, und aus Adana kam Verpflegung und Ausrüstung für die Armee.

### Probleme mit den Kozan Oğulları

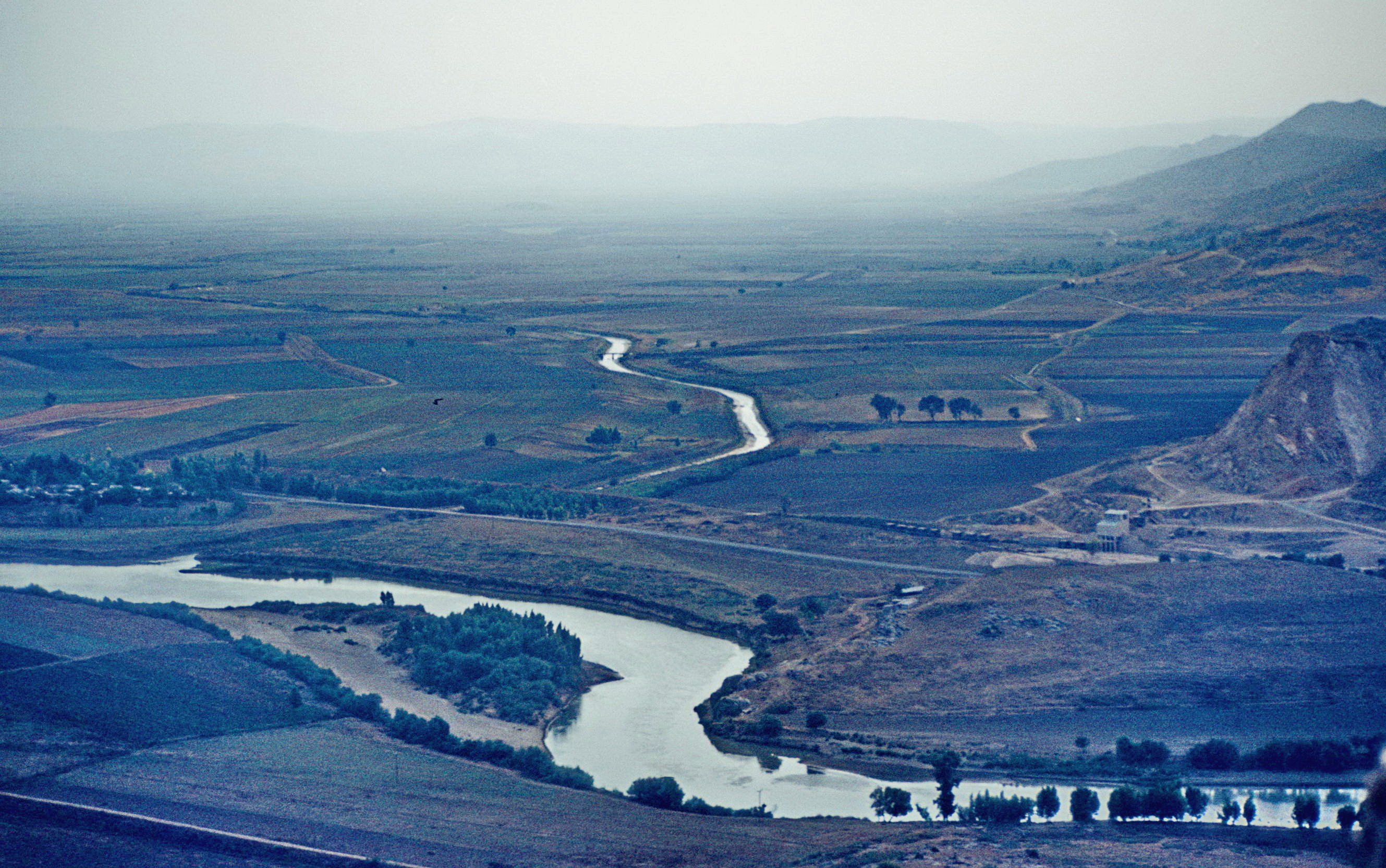
Von den beiden Hauptflüssen der Çukurova spielte neben dem Seyhan im Westen der östlichere Ceyhan in den ehemaligen Winterweidegebieten der Çukurova-Nomaden in der oberen Çukurova (Yukarı Ova) eine wichtige Rolle als wasserliefernde Lebensader für die neu entstandenen Siedlungen mit der und nach der Ansiedlung der dortigen Nomaden.

Als die Fırka-i Islahiye Osmaniye Anfang September 1865 in Richtung Kozan verließ, ergaben sich neue Schwierigkeiten, da die Leute in der oberen Çukurova (Yukarı Ova) den Befehlen nicht viel Beachtung schenkten, die Täler verließen und Schutz im Hochland suchten. Sogar die Bewohner von Kozan, obwohl sie sesshaft waren, zogen sich ins Hochland zurück, was den starken Einfluss der Kozanoğlu-Dynastie zeigte. Als die Armee ihren Sitz in der Stadt Kozan einrichtete, lehnte der dortige staatliche Distriktgouverneur, Kozanoğlu Ahmet Ağa, von seinem Sommersitz in Belen (bei Feke) aus eine Einladung ins Armee-Hauptquartier unter dem durchschaubaren Vorwand ab, dass er erst die Volkszählung abwarten müsse. Diese unfreundliche Reaktion wurde ignoriert, um die Spannungen nicht eskalieren zu lassen. Zur Stabilisierung der Lage betrieb die Fırka-i Islahiye in Kozan eine Art Beschwichtigungspolitik. Einerseits versuchte man zu erreichen, dass die Aghas ihr Amt in der Region für ihr Gehalt konfliktfrei ausübten, andererseits wollte man die Bevölkerung für sich gewinnen. Deshalb wurden sowohl die armenischen Patriarchen (Katholikoi) als auch die Stammesvertreter aktiviert, um die Menschen in die Stadt zurückzubringen, während das Militär selbst Maßnahmen zur Behebung der Mängel der Truppe ergriffen hatte und inzwischen seine Bedürfnisse von Adana aus decken konnte. Da Cevdet Pascha die starke Religiosität der sesshaften Bevölkerung kannte, ließ er durch den Mufti von Hacın (Saimbeyli) unter der Bevölkerung von Kozan eine ernsthafte Propagandatätigkeit betreiben, so dass die Bewohner von Kozan mit der Zeit von der Hochebene zurück in die Stadt kamen, die muslimische Bevölkerung für den Staat gewonnen und damit die Loyalität des Volkes zum Staat sichergestellt werden konnte.
Als Resultat dieser Politik wurde gleichzeitig der Einfluss der Familie Kozanoğlu untergraben. Als Kozanoğlu Ahmet Ağa die Entwicklung erkannte, kam er zum Hauptquartier in Kozan und leistete den üblichen Treueschwur. Als „Gegenleistung“ wurde er im Rang eines „Paschas“ zum Bezirksgouverneur von Kütahya ernannt und somit aus der Region entfernt. Als unterdessen die damals in Adana grassierende Cholera auf das Heer übergriff und in Kozan eine schwere Cholera-Epidemie ausbrach, war die Truppe in eine sehr schwierige Lage gebracht worden und verließ die Stadt Richtung Feke.

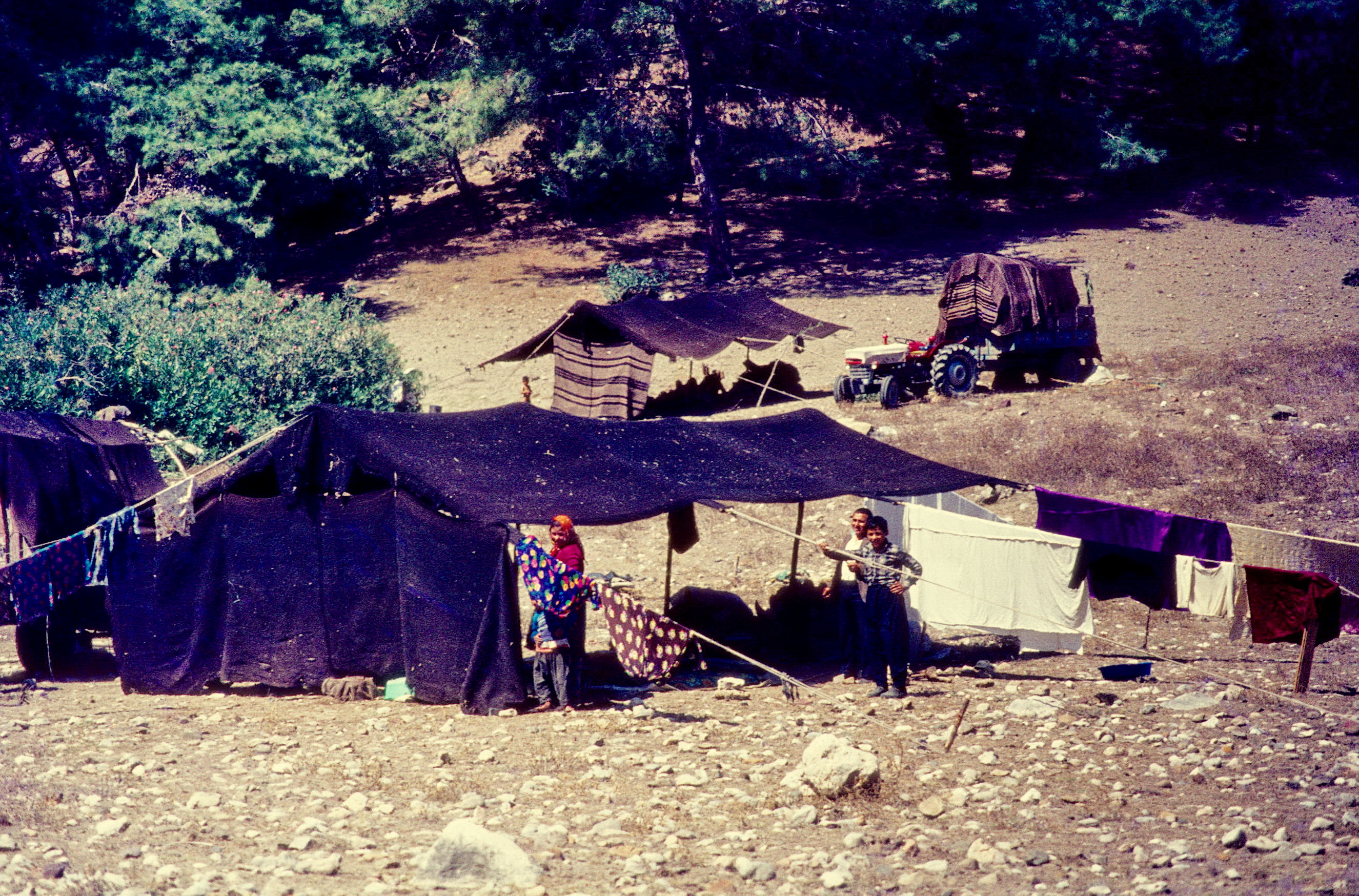
Noch in den frühen 1980er Jahren verbrachten die restlichen Nomaden der Çukurova den Sommer über in den Bergen des Taurus-Gebirges u. a. auf der Akkaya Yaylası bei Feke – allerdings ohne Vieh als „Traktornomaden“, während sie im Winterhalbjahr einer saisonalen Beschäftigung in den tieferen Lagen der Çukurova nachgingen.

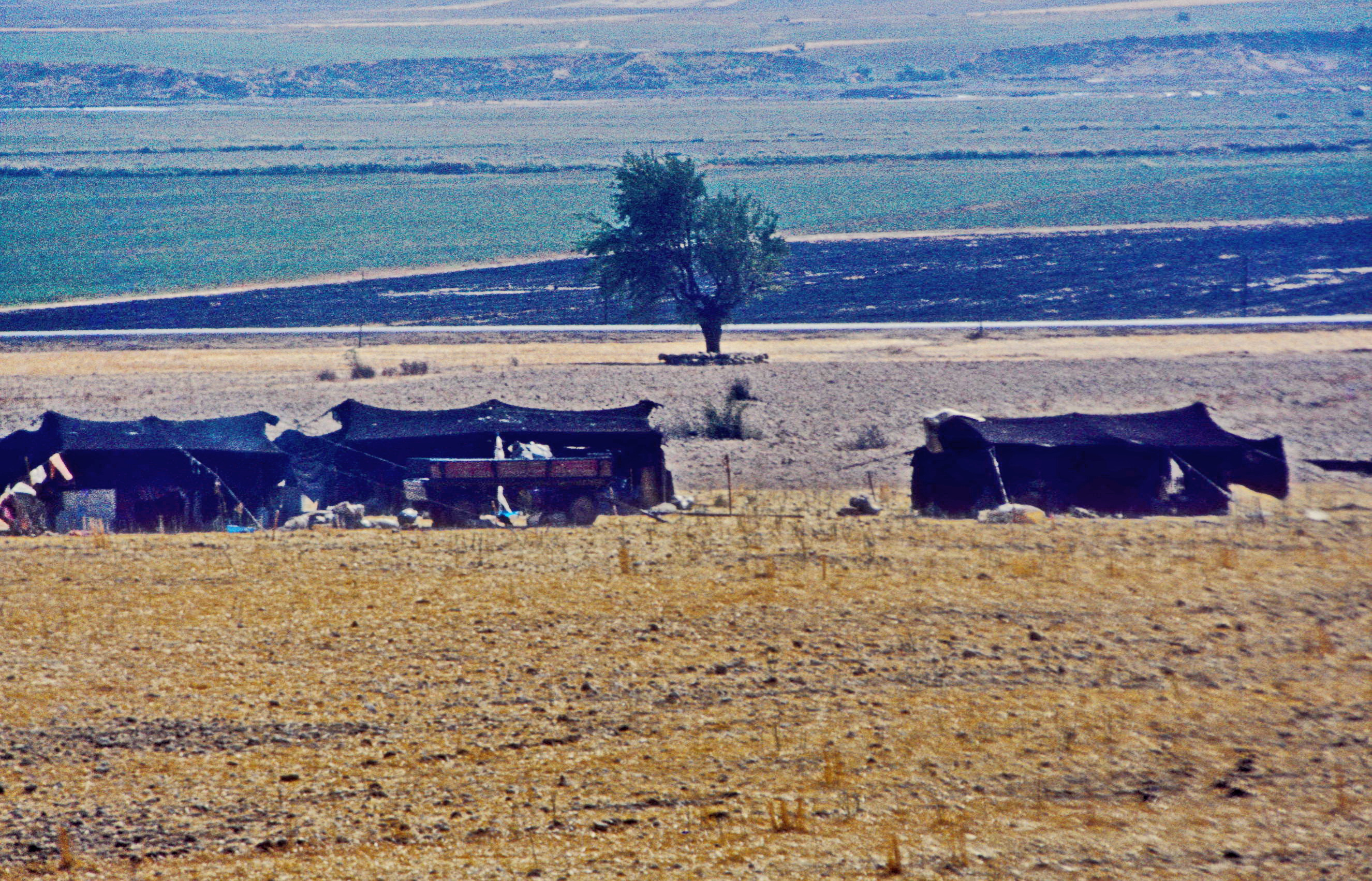
Nomaden trifft man im 21. Jahrhundert in der Türkei eher selten an. Aber noch Mitte der 1980er Jahre fand man sie im Herbst und Winter mit ihren schwarzen Zelten auf Brachland neben den kultivierten Feldern u. a. in ihren ehemaligen Winterweidegebieten in der Ebene von Kahramanmaraş – allerdings als sogenannte „Traktor-Nomaden“ ohne Vieh oder mit nur wenigen Tieren (im Schatten des Baumes).

Da die westlichen Kozan Beys mittlerweile aus Kozan „entfernt“ worden waren, versuchte Kozanoğlu Yusuf Ağa, einer der Ağas in Ost-Kozan, die Situation auszunutzen und leitete einen Aufstand in Kozan ein, bei dem er plante, eine Rebellenregierung zu bilden, um ganz Kozan einzunehmen. Er war damit allerdings nicht erfolgreich: Yusuf Kozanoğlu wurde gefangen genommen und an die Truppen ausgeliefert bzw. ergab sich der Armee. Cevdet Pascha beschreibt diesen Mann als „Intriganten“, der das Oberhaupt mehrerer bewaffneter Stämme war, und er sah eine der Möglichkeiten, die Operation der Fırka-i Islahiye auf Dauer sicherzustellen, darin, die Stammesführer aus ihren Regionen zu vertreiben und sie auf monatliche Gehälter zu setzen. Deshalb wurde Yusuf Ağa nach seiner Kapitulation mit seiner Familie auf seinen Wunsch hin nach Sivas „verlegt“. Laut Cevdets Berichten war Yusuf Ağa jedoch immer noch mit den Rebellen von Kozan verbunden und begann noch während des Cholera-Ausbruchs erneut zu rebellieren. Nicht lange danach wurde er verhaftet. Nach seiner Festnahme versuchte er zu fliehen, wurde aber von Wachen erschossen. Damit endete der militärische Einsatz der Fırka-i Islahiye. Cevdet und Derviş Pascha reisten Ende November 1865 per Schiff von Payas nach İstanbul zurück.

### Auswirkungen
Die Befriedungsaktion hatte in der Zeit von Anfang 1865 bis ins Jahr 1866 hinein in der Çukurova, im Gavur Dağı (Cebel-i Bereket) und in den Kozan-Bergen des Taurusgebirges die staatliche Verwaltung wieder hergestellt, wobei bei dieser Aktion auch die Ansiedlung der Nomadenstämme erfolgreich war. Der ehemalige Sandschak Kozan, bestehend aus Ostkozan (Hacın) und Westkozan (Sis), wurde zum neuen Sandschak mit den Kazas (Kreisen) Kozan, Yilanköy (Feke), Hacın und Kadirli zusammengefasst. Als Hauptort wählte man anstelle des zunächst vorgesehenen Yilanköy die Stadt Sis (Kozan). Die Mehrzahl der neu entstandenen oder aufgesiedelten Städte begann inzwischen, nach und nach sich zu wichtigen lokalen oder überregionalen Zentren zu entwickeln: Hassa, İslahiye, Osmaniye, Ceyhan, Karaisalı, Kadirli, Kırıkhan, Reyhanlı, Aziziye (Bülbül in Syrien), Bahçe (Bulanık).

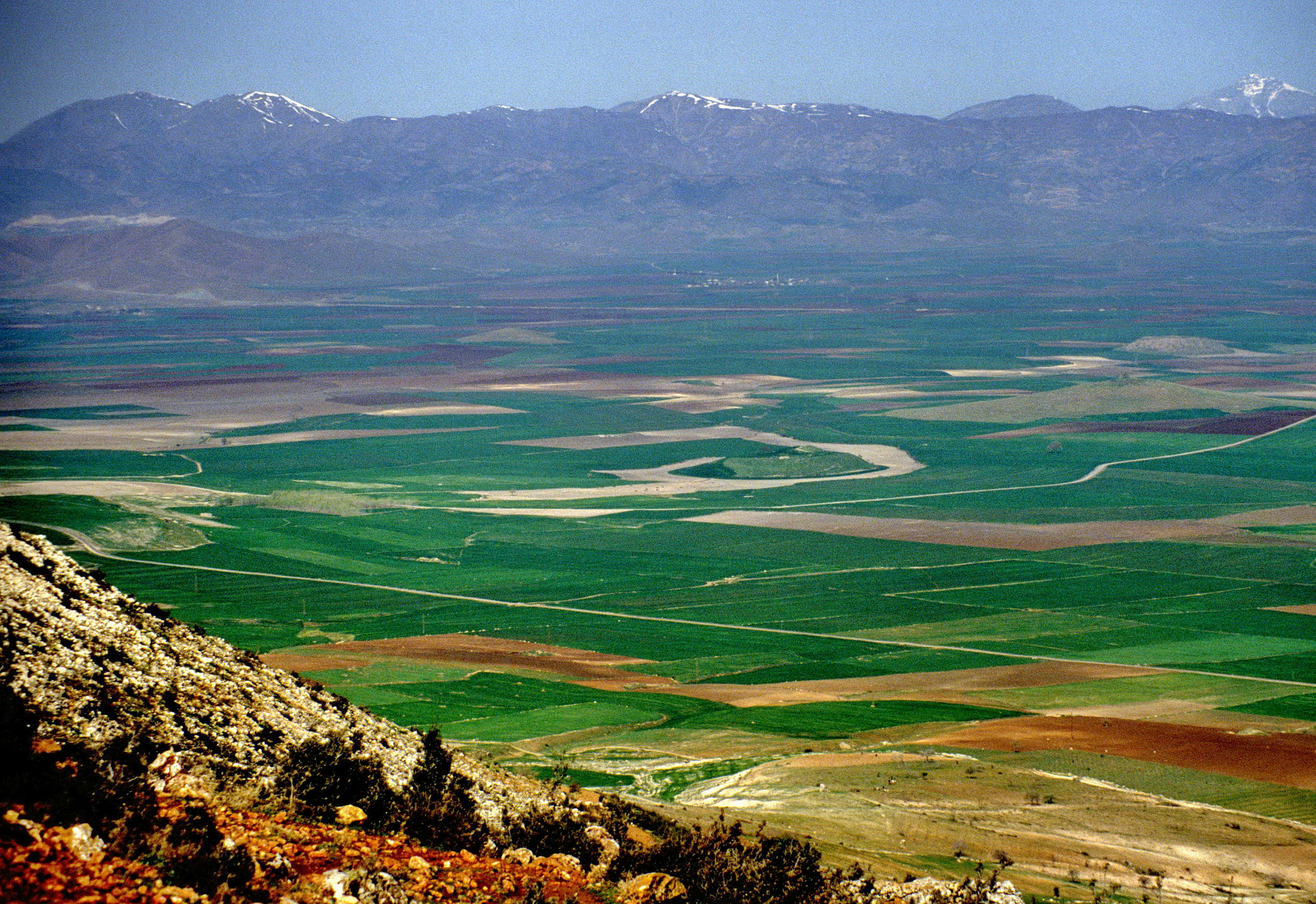
Die fruchtbaren Böden des Maraş-Grabens zwischen Gavur Dağı (Amanus-Gebirge) und Kürt Dağı, die im 19. Jahrhundert noch den Nomaden als saisonale Weideflächen dienten, werden ein Jahrhundert später bereits intensivst beackert.

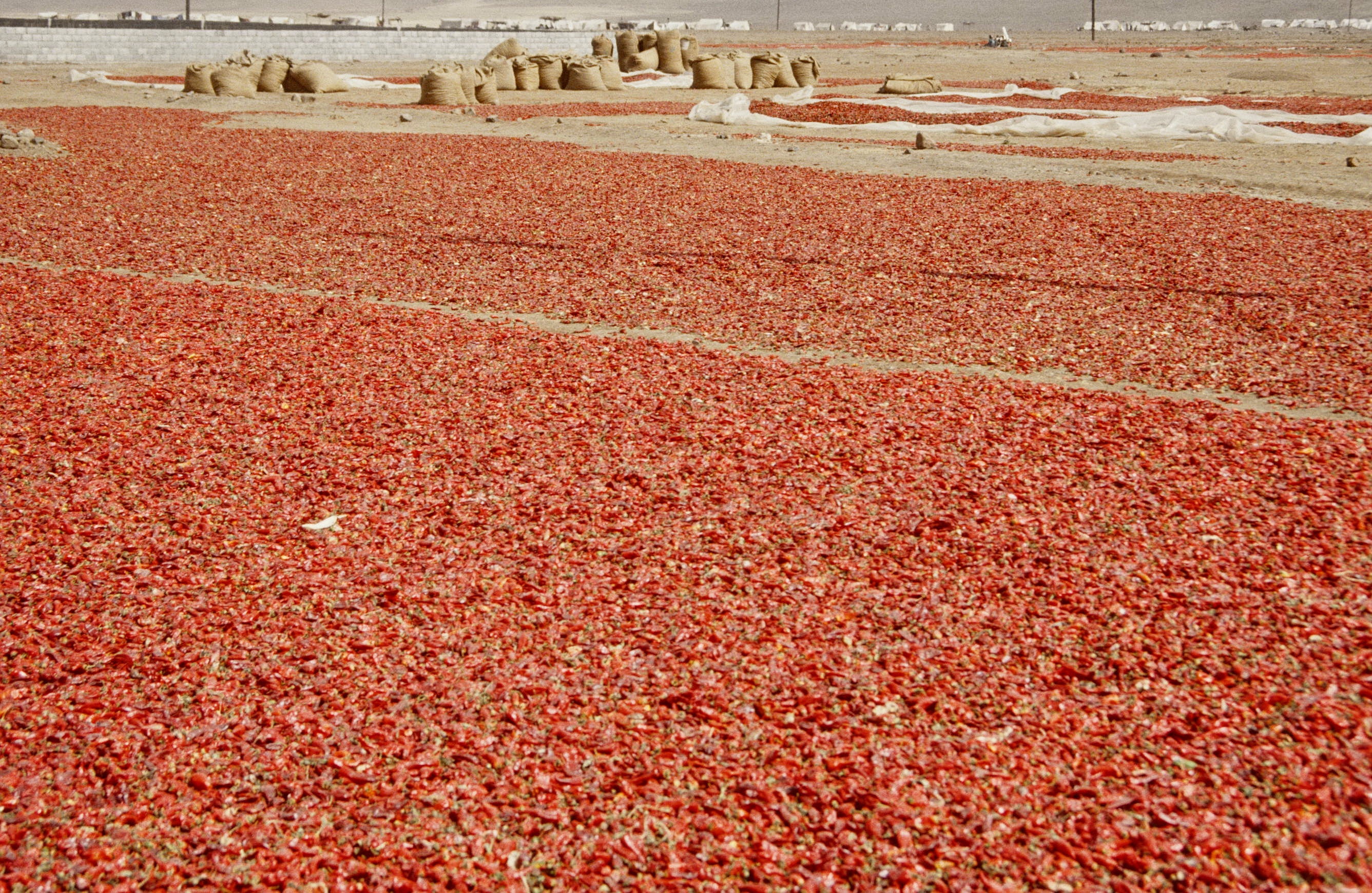
Wo in der zweiten Hälfte des 19. Jahrhunderts im Maraş-Graben noch die Nomaden ihre Winterweiden hatten, werden Ende des 20. Jahrhunderts aufwändige agrarische Sonderkulturen angebaut, wie hier Paprika bei Yesemek (İslahiye).

İskenderun (1841 existierte dort nur eine Hütte und eine Anlegestelle) ist mit inzwischen 186.808 Einwohnern (alle Einwohnerzahlen der im Folgenden genannten Kernstädte sind Schätzungen zum Stichtag 31.12.2019) einer der wichtigsten Mittelmeerhäfen der Türkei mit bedeutenden Industrien und Ölraffinerien.
Osmaniye (237.476 Ew.) ist seit 1996 Provinzhauptstadt und nahm 2019 den 2. Platz der am schnellsten wachsenden Industriestandorte in der Türkei ein.

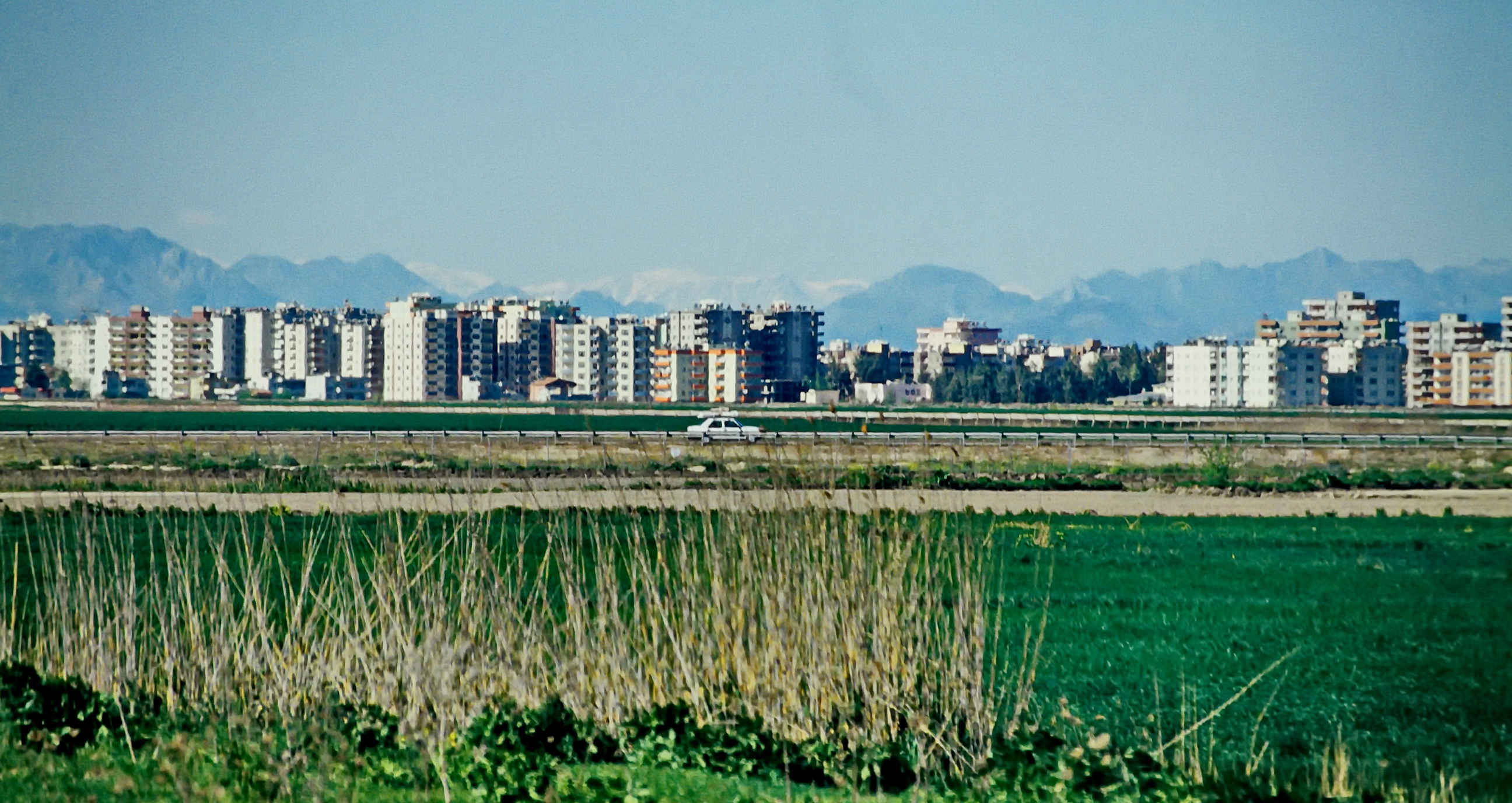
Im Industriestandort Ceyhan (2019: 115.248 Ew.) an der Industrieachse von Adana nach Osmaniye haben sich neben modernen Stadtvierteln vor allem auf Landwirtschaft basierende Fabriken, Textil- und Chemieunternehmen sowie bei Yumurtalik (Ayas) Erdöl- und Erdgasterminals, Raffinerien und Schiffbauer angesiedelt.

Im Industriestandort Ceyhan (115.248 Ew.) befinden sich neben auf Landwirtschaft basierenden Fabriken, Textil- und Chemieunternehmen bei Yumurtalık Erdöl- und Erdgasterminals sowie Raffinerien und Schiffbauer.

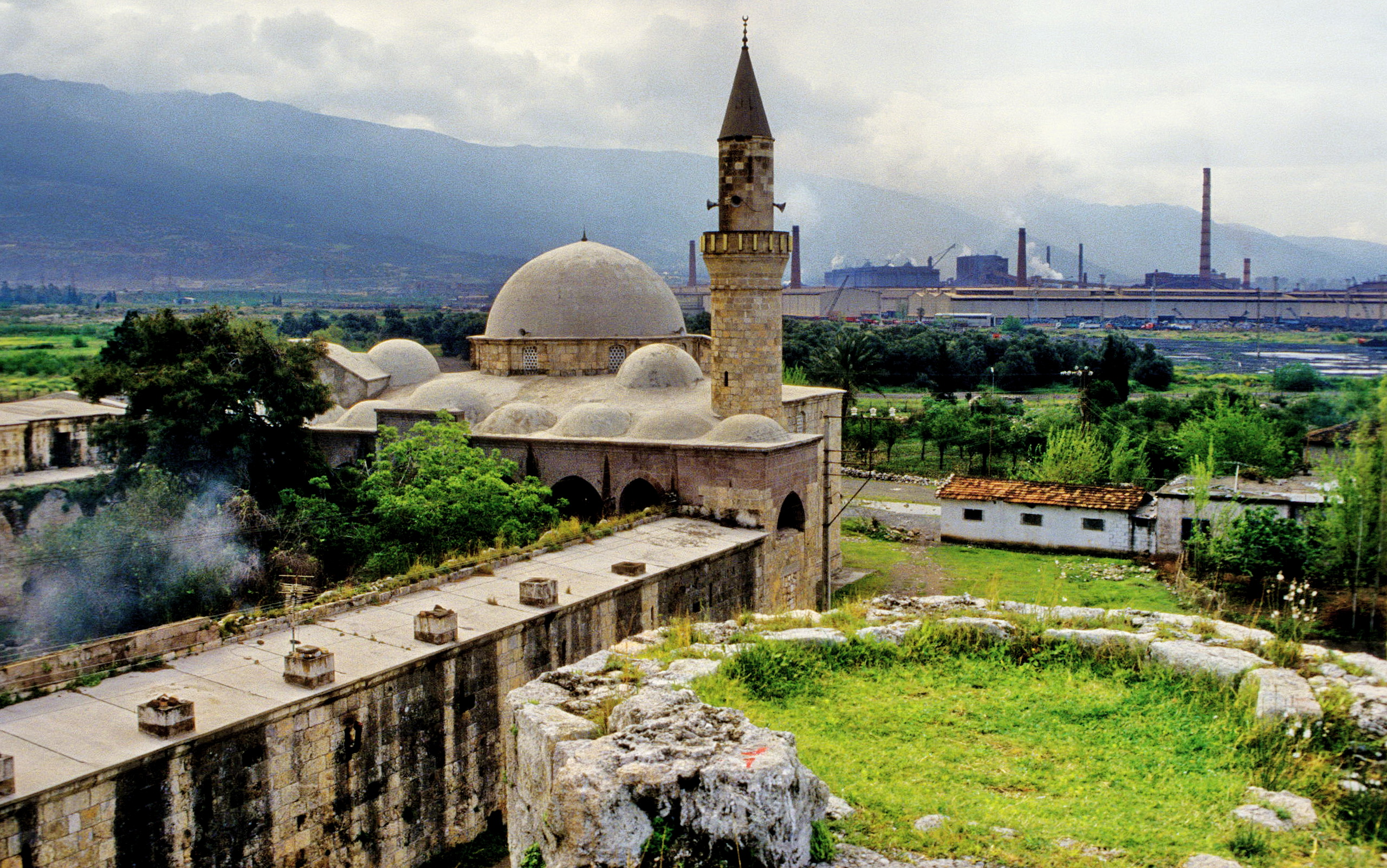
Im Westen unterhalb des Amanus-Gebirges unmittelbar südlich der sehenswerten Sokullu Mehmet Paşa Külliyesi in Payas senden die Anlagen von İSDEMİR, einem der ältesten und größten Stahlwerke der Türkei, ihre Rauchwolken in den Himmel.

Payas (auch Yakacık, 36.770 Ew.) ist mit dem integrierten Eisen- und Stahlwerk „İskenderun Demir ve Celik AS“, einem der ältesten (1970) und größten Stahlwerke der Türkei, wichtiges Industriezentrum geworden.

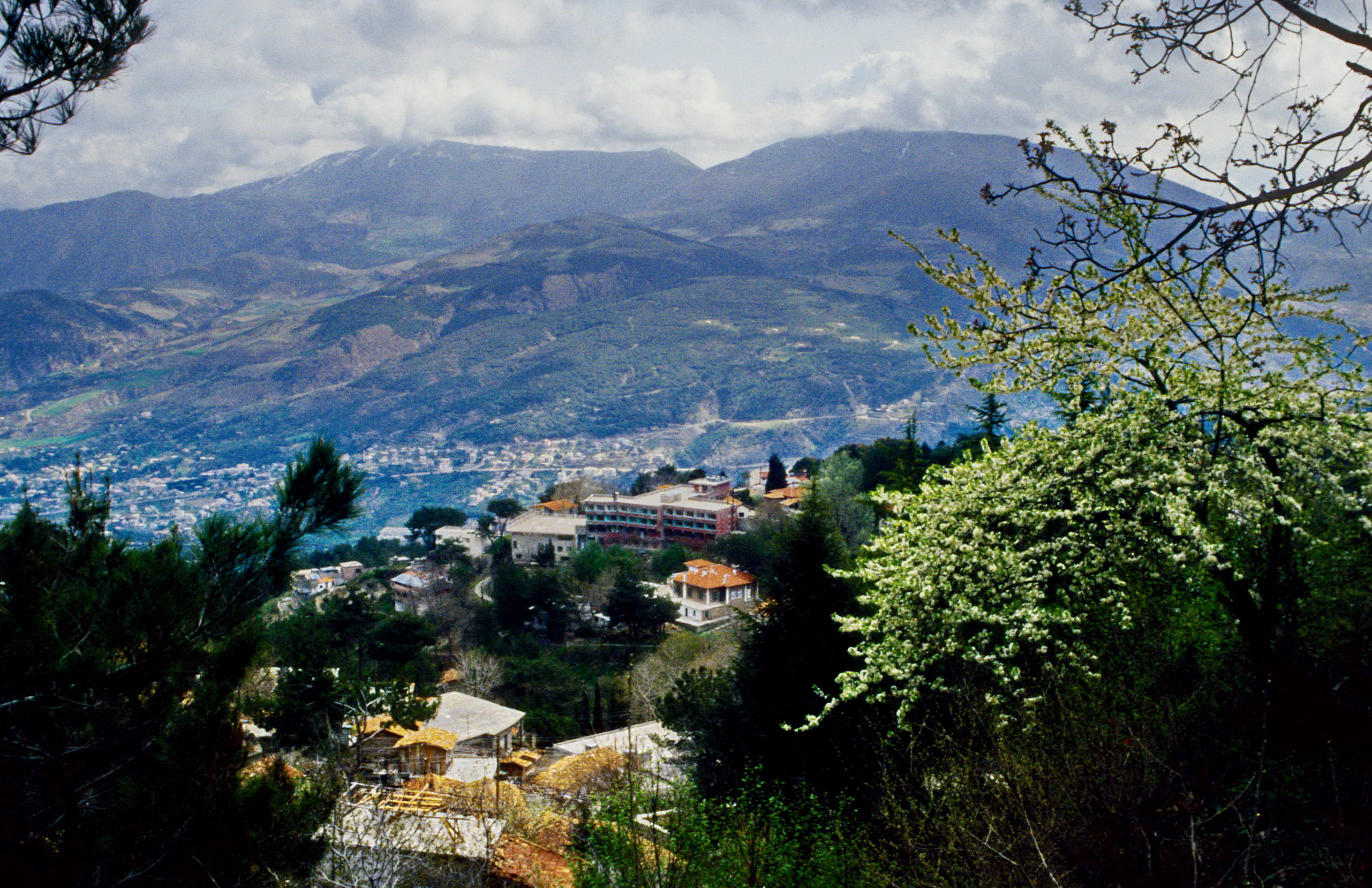
Belen (Altınoluk), das erste Hauptquartier der Fırka-i Islahiye, am nur 750 m hohen Belen-Pass von İskenderun über das Amanus-Gebirge in die Amik-Ebene und via Reyhanlı nach Aleppo (Syrien), ist heute zusammen mit dem benachbarten Ort Güzelyayla eine der beliebtesten regionalen Sommerfrischen nicht nur für Besucher aus İskenderun.

Belen (Altınoluk), das erste Hauptquartier der Fırka-i Islahiye für ihre Militäraktion im 19. Jahrhundert, am nur 750 m hohe Belen-Pass von İskenderun über das Amanus-Gebirge in die Amik-Ebene und via Reyhanlı nach Aleppo (Syrien), ist heute zusammen mit dem benachbarten Ort Güzelyayla eine der beliebtesten regionalen Sommerfrischen nicht nur für Besucher aus İskenderun.

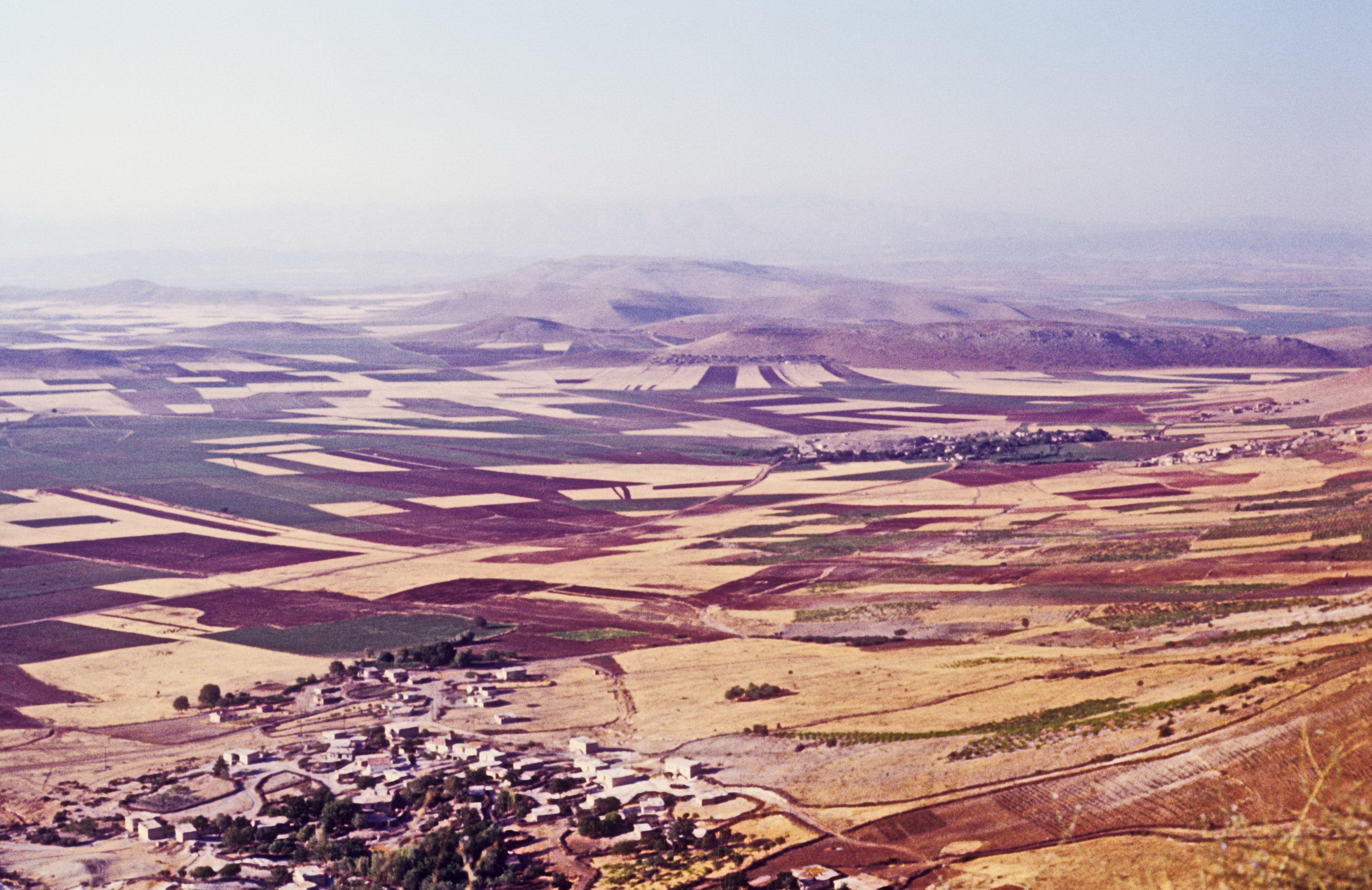
Die Dumdum-Ebene im Maraş-Graben nördlich von İslahiye, im 19. Jahrhundert noch Winteraufenthalt der Delikanlı- und Celikanlı-Nomaden, entwickelte sich nach der Ansiedlung der Nomadenstämme zu einer wirtschaftlich bedeutenden Agrarregion der Türkei.

Bahçe (15.227 Ew.) ist Standort eines Windkraftwerks, von Waschmittelindustrie, Mineralwasser-Produktion sowie von Baritgruben mit Borax-Herstellung.
Die Militärstützpunkte Kırıkhan (85.842 Ew.) und Hassa (11.557 Ew.) im Maraş-Graben dienen der türkischen Armee als Koordinationszentrum bzw. Militärposten an der türkisch-syrischen Grenze.
İslahiye (35.091 Ew.) im Maraş-Graben sowie Kadirli (94.868 Ew.), Kozan (91.046 Ew.) und Karaisalı (22.065 Ew.) im Taurus haben sich als bedeutende regionale Landwirtschaftszentren einen Namen gemacht.